# Solimán el Magnífico
Solimán I, llamado el Magnífico (entre los occidentales), o Kanuni (entre los turcos), es decir, el Legislador (en turco moderno: I. Süleyman; en turco otomano: سليمان, Sulaymān) (Trebisonda, 6 de noviembre de 1494 — Szigetvár, 6 de septiembre de 1566), fue sultán y padishá del Imperio otomano desde 1520 hasta su muerte, y uno de los monarcas más importantes de la Europa del siglo XVI. Llevó al Imperio a sus mayores cotas. Bajo su administración el estado otomano gobernaba al menos a 25 millones de personas.
Sucedió a su padre, el sultán Selim I, en septiembre de 1520 y comenzó su reinado emprendiendo una campaña militar contra las potencias cristianas en Europa Central y el Mediterráneo. Belgrado cayó en 1521; en 1522-1523 fue el turno de Rodas, arrancada del largo dominio de los Caballeros de San Juan. En la batalla de Mohács, librada en agosto de 1526, Solimán destruyó la fuerza militar de Hungría y el propio rey húngaro Luis II perdió la vida. Durante su conflicto con los safávidas, también consiguió anexionar gran parte de Oriente Próximo, que incluía Bagdad, y amplias zonas del norte de África, hasta el oeste de Argelia. Bajo su mandato, la flota otomana dominaba los mares desde el Mediterráneo hasta el mar Rojo, que atravesaba el golfo Pérsico.
A la cabeza de un imperio en expansión, Solimán promovió importantes cambios legislativos en los ámbitos de la sociedad, la educación, la fiscalidad y el derecho penal. Sus reformas, llevadas a cabo en colaboración con el principal funcionario judicial del imperio, Ebussuud Efendi, armonizaron la relación entre las dos formas de derecho otomano: el derecho estatal (Kanun) y el derecho religioso (Shari'ah). Solimán también fue un excelente poeta y orfebre, además de un gran mecenas de la cultura. Supervisó la llamada «Edad de Oro» del Imperio otomano, y en consecuencia, fomentó su desarrollo artístico, literario y arquitectónico.
Rompiendo con la tradición otomana, Solimán se casó con Hürrem Sultan, una mujer de su harén, una cristiana ortodoxa de ascendencia rutena que se convirtió al islam y fue conocida en Occidente como Roxelana, presumiblemente por su pelo rojo. Su hijo, Selim II, sucedió a su padre en 1566 a su muerte tras un reinado de cuarenta y seis años. Los otros herederos potenciales (Şehzade Mehmed y Şehzade Mustafá) ya habían muerto, el primero de viruela y el segundo de estrangulamiento por traición. Otro hijo, Şehzade Bayezid, fue ejecutado, junto con sus cuatro hijos, en 1561, por orden del propio sultán, tras una rebelión que organizó. Durante mucho tiempo se creyó que a la muerte de Solimán le seguía un periodo de decadencia del imperio. Este punto de vista se ha abandonado desde entonces, pero el final del reinado de Solimán se sigue considerando con frecuencia un punto de inflexión en la historia otomana. De hecho, en las décadas que siguieron a su muerte, el imperio comenzó a experimentar importantes cambios políticos, institucionales y económicos, un fenómeno que a menudo se denomina «transformación del Imperio otomano».

## Biografía

### Infancia y ascenso al poder

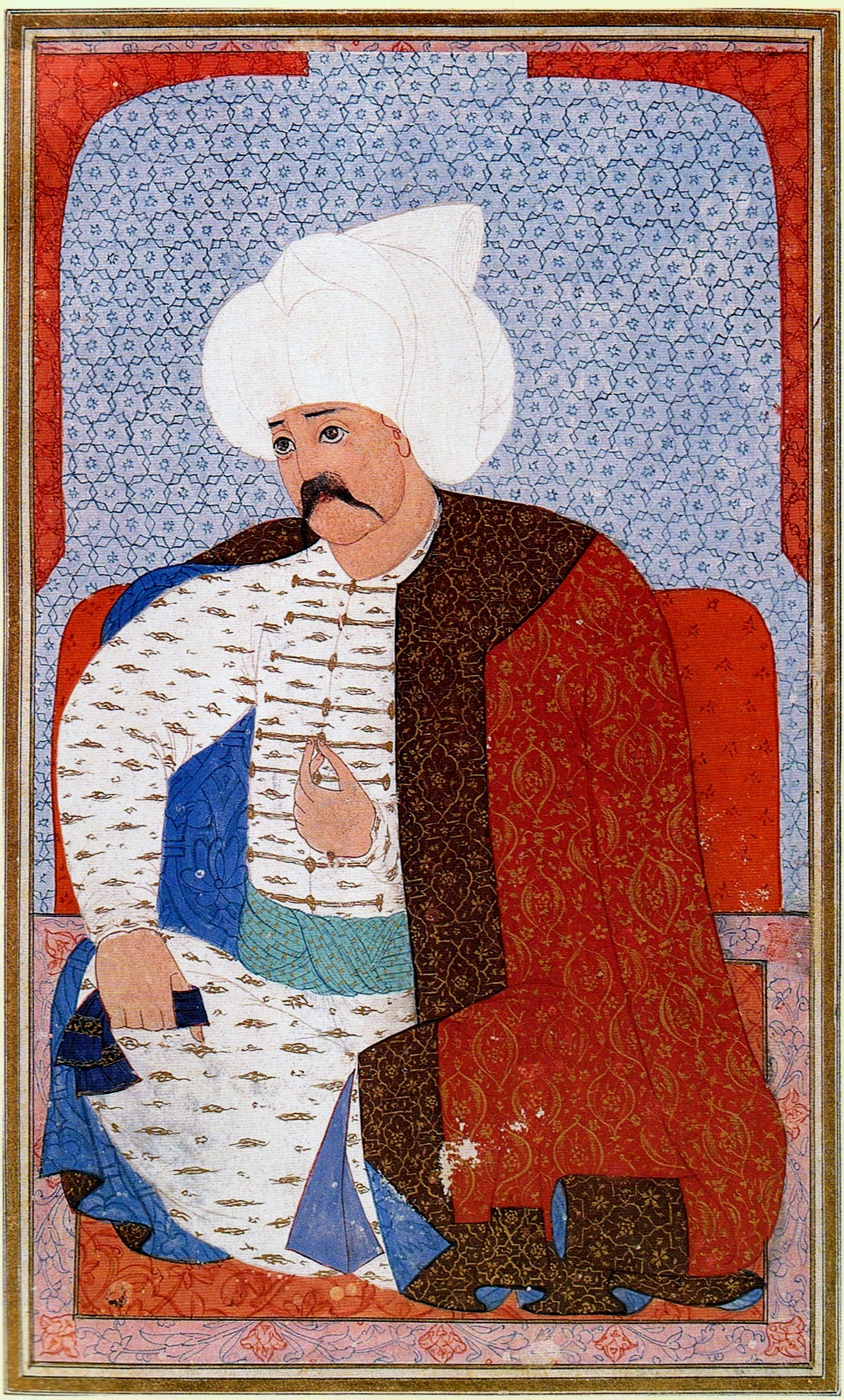
El sultán Selim I, padre de Solimán.

Poco o nada se sabe de los primeros años de vida de Solimán; como en aquella época no había razones concretas para suponer que se convertiría en sultán en el futuro, los cronistas no se molestaron en registrar ningún hecho concreto de su infancia. Se supone que pudo haber nacido el 6 de noviembre de 1494 en Trebisonda, en la actual Turquía, durante la época en que su padre Selim gobernaba esa provincia. Su madre, la joven de 17 años Ayşe Hafsa Sultan, era probablemente de sangre real, posiblemente una hija del kan de Crimea Meñli I Giray. Es probable que su educación comenzara a los siete años; estudió el Corán, aritmética, música, escritura, tiro con arco y, casi con toda seguridad, aprendió la lengua persa y la árabe. Como era costumbre para los hijos de los altos dignatarios, hacia los once años fue circuncidado, dejó a su madre y se fue a vivir a su propia residencia. A la edad de quince años, su abuelo, el sultán Bayezid II, lo nombró gobernador de Karahisar y dos años más tarde gobernador de Caffa (actual Feodosia), antigua colonia genovesa y encrucijada del comercio entre Irán, India y Europa. El 6 de agosto de 1509, Solimán partió para llegar a la ciudad y tomar posesión.
En 1512, Selim obligó a su padre, quien era sultán, a abdicar y al mismo tiempo exterminó a sus hermanos y a otros posibles sucesores, una práctica habitual en la casa real otomana, poniendo así fin a la guerra civil y convirtiéndose en el nuevo sultán legítimo. En esta época Solimán tenía 17 años y, además de gobernar Caffa, realizaba otras tareas administrativas en nombre de su padre; participó en una campaña militar en Irán, gobernó Edirne y combatió a los bandidos en Magnesia, donde posteriormente se quedaría desde 1512 para tomar las riendas. Fue en Magnesia donde entabló una estrecha amistad con Pargalı İbrahim Paşa, un esclavo que más tarde se convertiría en uno de sus asesores más cercanos. Mientras tanto, el Imperio otomano, bajo el liderazgo de Selim, continuó su expansión, derrotando al sultanato rival egipcio de los mamelucos circasianos de la dinastía buryí. Esto llevó a los turcos a anexionarse Siria, Egipto, Palestina y Arabia, lo que hizo que se hicieran con el control de las tres ciudades sagradas de La Meca, Medina y Jerusalén.

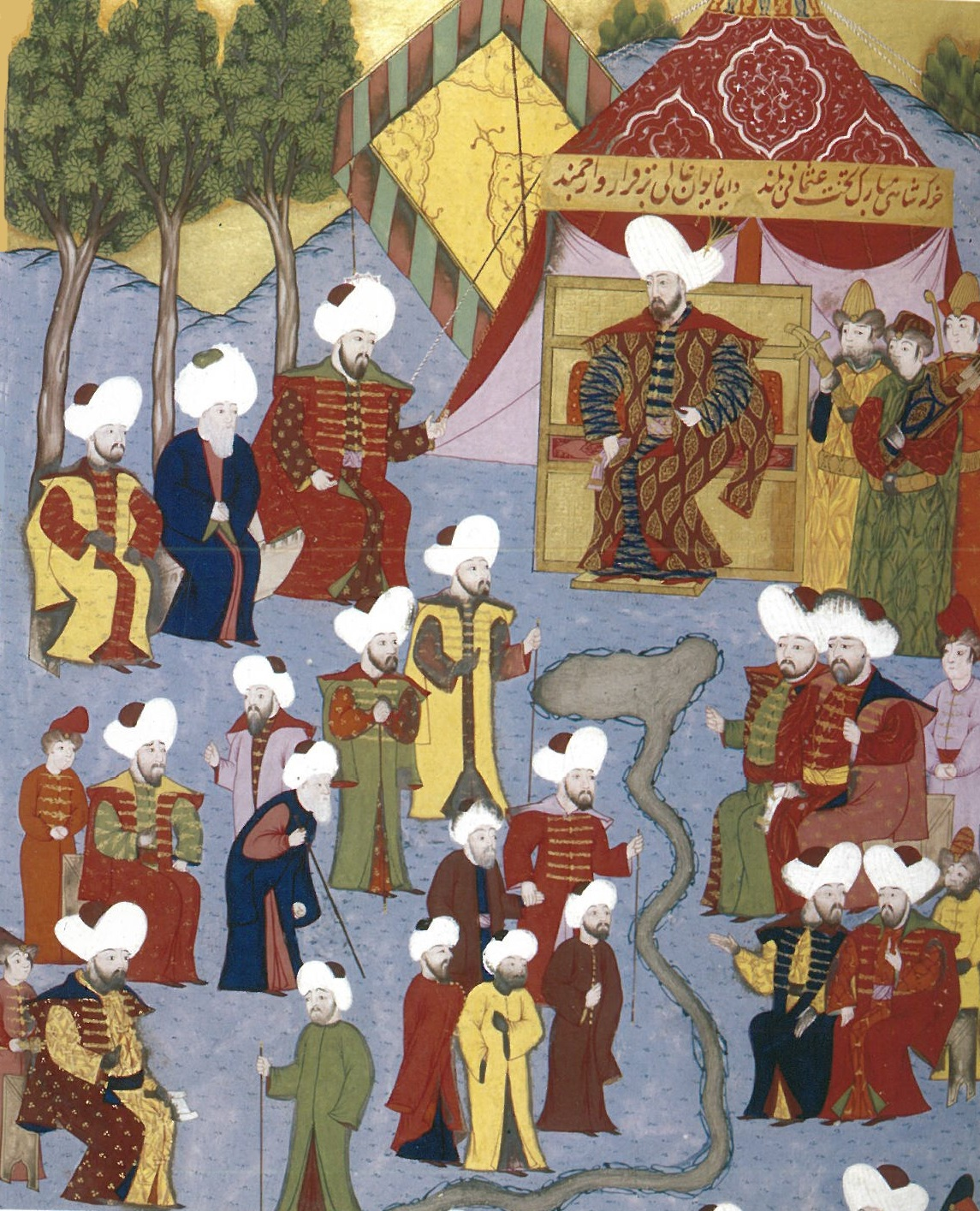
Solimán convirtiéndose en sultán del Imperio otomano. Miniatura del siglo.

Mientras el futuro sultán se ocupaba de la administración del imperio, su padre Selim murió mientras viajaba de Constantinopla a Edirne. Inmediatamente se prefirió mantener esta noticia en secreto, a la espera de la llegada de su hijo, para evitar posibles levantamientos en las filas del ejército. Sin embargo, una vez que Solimán llegó al féretro de su padre, los jenízaros, las tropas de infantería de élite del ejército, acogieron la sucesión y se quitaron las gorras en señal de luto sin ningún tipo de alboroto, gracias en parte al regalo de 5000 aspers por cabeza que les dio el nuevo sultán para garantizar su lealtad. Al regresar a Constantinopla a la cabeza del cortejo fúnebre, el 1 de noviembre Solimán pudo recibir en la sala del diván el homenaje de los altos dignatarios, los ulema y el gran muftí, y en consecuencia, ascendió oficialmente al trono como décimo sultán otomano. Entre sus primeros actos oficiales, se encuentra la orden de construir la mezquita de Yavuz Selim y realizar la habitual concesión de beneficios a los miembros del ejército. Además, decidió derogar algunas duras disposiciones ordenadas anteriormente por Selim y liberó a seiscientos notables egipcios para poner fin al despiadado régimen emprendido por su padre en los últimos años de su vida.
Sin embargo, la primera preocupación por el orden público vino de Siria, donde estaba en marcha una revuelta fomentada por Janbirdi al-Ghazali, un alto dignatario que se había apoderado de Damasco, Beirut y Trípoli. Solimán respondió rápidamente, enviando un contingente a las órdenes de Ferhad Pasha, quien dominó a los rebeldes y aplastó el levantamiento. Había demostrado, pues, decisión y capacidad administrativa, características que le hacían, a ojos de sus súbditos, merecedor de reinar sobre un imperio que ya era vasto en aquella época, predominando sobre todo el mundo musulmán, y que seguiría ampliando a lo largo de su vida.

### Primeras expansiones: Belgrado y Rodas

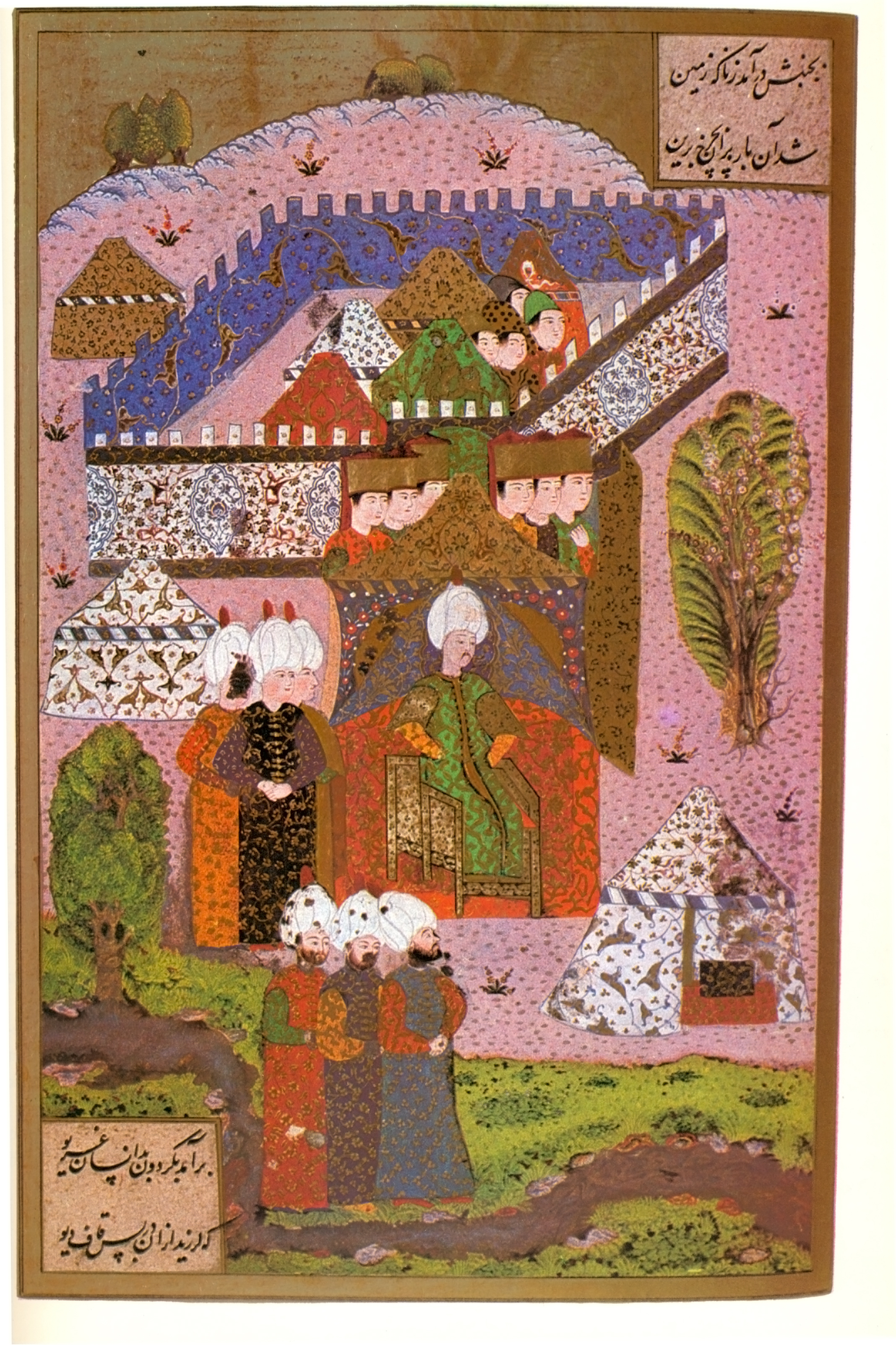
Solimán después de conquistar Belgrado.

Una vez establecida su autoridad dentro de las fronteras otomanas, Solimán pudo ocuparse de la política exterior. En aquella época, Europa vivía un periodo de dificultades provocados por continuos conflictos y las violentas divisiones internas entre el catolicismo y el protestantismo. Para defender las fronteras del Sacro Imperio Romano, Fernando de Habsburgo, hermano del Emperador del Sacro Imperio Romano Carlos V, se situó al este.
La paz de 1503, firmada al final de la guerra turco-veneciana, preveía el pago de un tributo anual a los otomanos. El asesinato del enviado que había acudido a recoger el dinero de los húngaros fue el casus belli para que Solimán atacara a los cristianos del Danubio con el objetivo de conquistar Belgrado, ciudad estratégica desde la que podría avanzar posteriormente hacia Viena y Budapest. Durante todo el invierno de 1520, el imperio estuvo ocupado en la preparación de la expedición, la primera de Solimán. El 6 de febrero del año siguiente, el ejército dirigido por el sultán abandonó Constantinopla en medio de fastuosas celebraciones.
Después de viajar durante varios meses en tres columnas, las tropas se reunieron bajo las puertas de Belgrado, y en consecuencia, comenzaron el asedio de la ciudad el 25 de junio; el sultán fue asistido en la dirección de las operaciones por sus más altos dignatarios, entre los que se encontraban el pashá Pargalı İbrahim, el gran visir Piri Mehmed y Mehmet Beg Mihaloglu, quien más tarde se convirtió en el gobernador de facto de Valaquia. Al principio, la defensa de la ciudad resultó eficaz, pero cuando las divisiones religiosas entre los católicos y los ortodoxos asediados se hicieron sentir, allanaron el camino a los otomanos. Así, tras un largo bombardeo, Solimán pudo entrar en la ciudad el 29 de agosto, donde recitó personalmente la oración de la Yumu'ah del viernes.

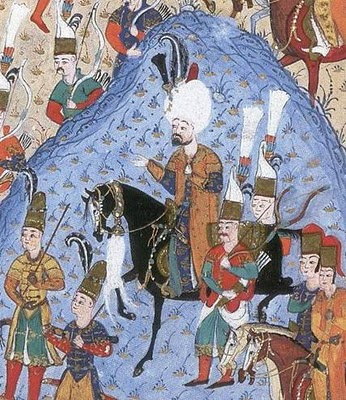
Solimán durante el asedio de Rodas del 1522.

Galvanizado por su éxito en Belgrado, Solimán retomó el plan trazado por su padre Selim de atacar la fortaleza cristiana de Rodas, iniciativa que ya intentó Mehmed II sin éxito en 1480. La isla de Rodas, en ese momento en manos de los Caballeros de San Juan, representaba un peligro real para los otomanos, ya que era una base para los corsarios cristianos que desde hacía tiempo atacaban a los peregrinos musulmanes en su viaje Hajj a La Meca y saqueaban los barcos mercantes. Consciente de que los europeos no intervendrían por estar ocupados en conflictos internos, el sultán estaba decidido a acabar con ello.
Tras enviar una carta el 1 de junio de 1522 al Gran Maestre de los Caballeros Philippe Villiers de l’Isle-Adam exigiendo la rendición de la isla, Solimán ordenó al jefe de la expedición Lala Kara Mustafa Pasha que la armada otomana abandonara el puerto de Constantinopla y navegara con sus trescientos barcos hacia Rodas. Pocos días después, el 18 de junio, el propio sultán partió por tierra con un séquito de cien mil hombres desde Üsküdar para hacer la guerra a los jinetes. Al llegar a Kütahya el 2 de julio, se unió a las otras fuerzas proporcionadas por el beylerbey (gobernador) de Rumelia y Anatolia. El ejército otomano llegó a Marmaris el 28 de julio. Saludado por el disparo de más de un centenar de cañones, el sultán inició el sitio de Rodas.

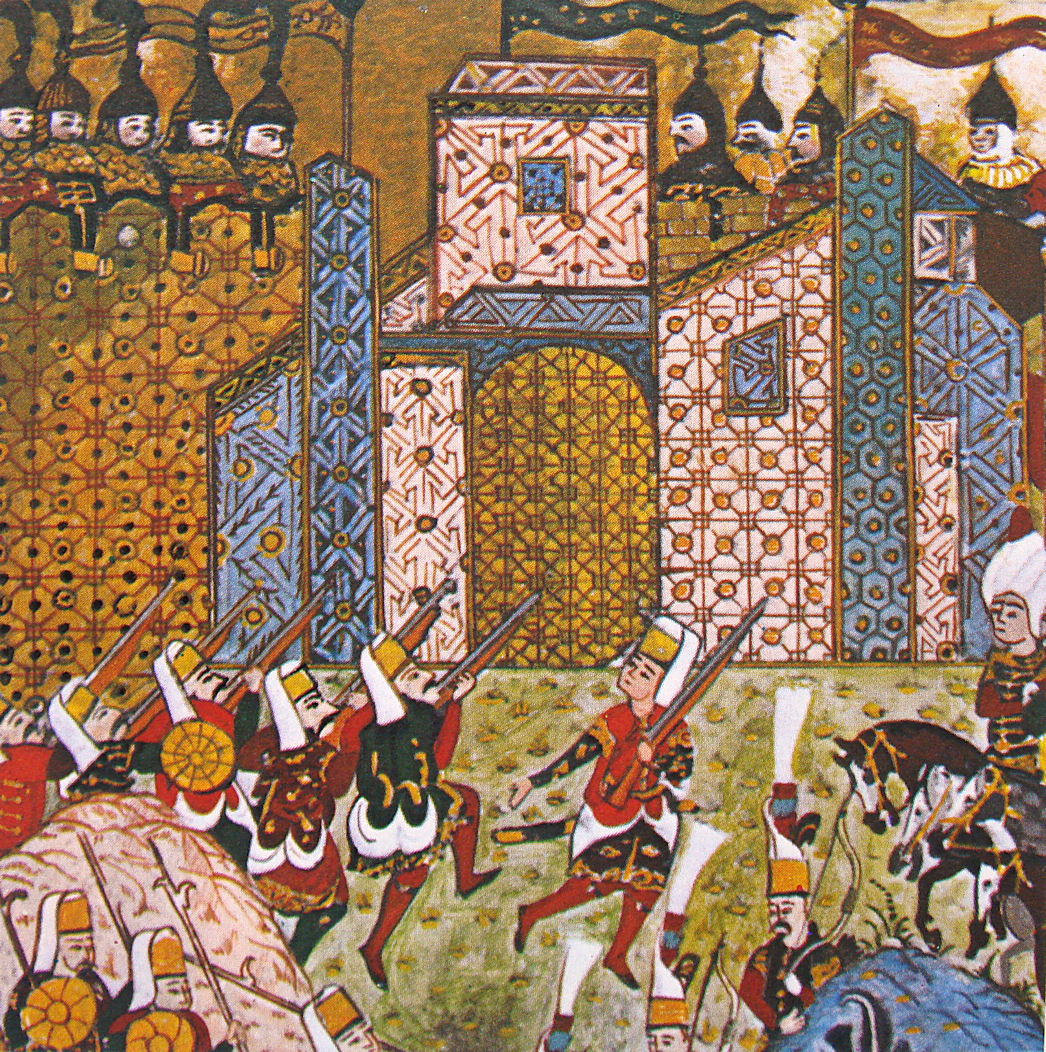
Los jenízaros otomanos asediando Rodas.

Aunque Isle-Adam contaba con una pequeña fuerza para defender la ciudad, compuesta por unos siete mil soldados y setecientos caballeros, estaba bien motivada. Sin embargo, para el Gran Maestre quedó claro que la única estrategia posible para detener a los doscientos mil otomanos era la de esperar una rápida intervención de las demás fuerzas cristianas de Europa. Preocupado por la prolongación del asedio, el 23 de septiembre Solimán ordenó un asalto a las murallas de Rodas, que sin embargo rompió la extenuante defensa de los caballeros y costó a ambos bandos pérdidas muy cuantiosas. Un nuevo intento de asalto el 12 del mes siguiente también terminó en fracaso después de herir al ağa (comandante) de los jenízaros. El 10 de diciembre, tras haber perdido más de 3000 soldados en un solo ataque unos días antes, Solimán ofreció a los cristianos negociar una rendición. Después de dar más vueltas, Isle-Adam finalmente se dio cuenta de que nunca recibiría la ayuda que esperaba de los cristianos de occidente y que no podría mantener el asedio mucho más tiempo. Así que se llegó a un acuerdo de rendición que permitía a los caballeros abandonar la isla sin peligro y a los habitantes restantes estar exentos de impuestos y devşirme durante cinco años; sin embargo, los comandantes no pudieron detener a los jenízaros, quienes saquearon la ciudad y profanaron los lugares sagrados.
Solimán recibió personalmente al Gran Maestre antes de que abandonara la ciudad, tratandole amistosamente y consolándolo; se dice que el sultán confió al «gran visir» que estaba «verdaderamente apenado por haber expulsado a este anciano de su palacio». El 1 de enero de 1523, los caballeros supervivientes abandonaron la isla para dirigirse a Mesina en el exilio (desde donde, unos años más tarde, se establecerían en Malta); Solimán había triunfado, no sin dificultad, una vez más, y en consecuencia, sembró el terror en la población cristiana de Europa.

### Asuntos internos

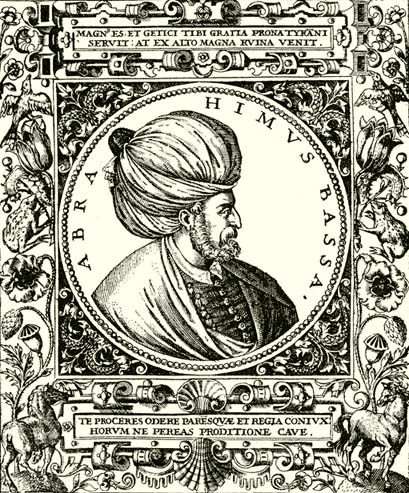
Pargalı İbrahim Paşa, gran amigo de Solimán y gran visir del imperio desde 1523.

A su regreso a Constantinopla, Solimán nombró a su viejo amigo Pargalı İbrahim Paşa gran visir del Imperio otomano y comandante de todo el ejército a excepción de los jenízaros, como era costumbre. La relación de gran amistad y confianza entre el sultán e İbrahim siempre ha interesado mucho a los historiadores y ha escandalizado a los contemporáneos; nacido cristiano en 1494 probablemente en Parga, una antigua posesión veneciana en Epiro, İbrahim fue hecho prisionero y posteriormente ofrecido a Solimán. Enseguida destacó por su inteligencia y capacidad de aprendizaje, y se decidió que debía recibir una educación adecuada. Cuando Solimán se convirtió en sultán, İbrahim tuvo la oportunidad de ascender rápidamente en la jerarquía del imperio, por lo que se convirtió rápidamente en el «gran visir» en junio de 1523. Sin embargo, parece que el propio İbrahim, preocupado por su propia seguridad, había pedido a su amigo el sultán que no se le considerara para un puesto tan prestigioso y arriesgado, pero que Solimán se negó a acceder a su petición, asegurándole su protección incondicional.

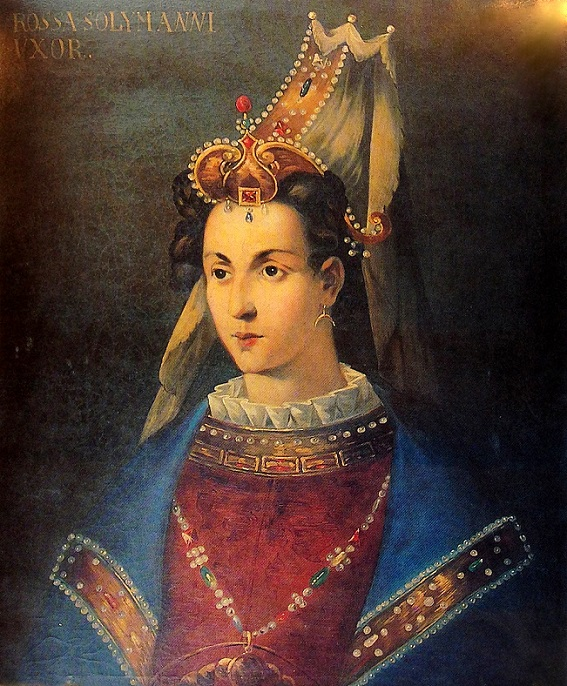
Retrato del siglo de Hürrem Sultan.

El 18 de mayo de 1524, la Haseki (Esposa legal) de Solimán, Hürrem Sultan (1502-1558), dio a luz a su hijo Selim. Poco se sabe de los orígenes de Hürrem, conocida en Occidente como Roxelana, probablemente fue una esclava tártara entregada al harén imperial. En cualquier caso, pronto se convirtió en la favorita de Solimán, que por ella abandonó a la primera consorte Mahidevran Gülbahar Hatun, quien le había dado su primogénito Şehzade Mustafa en 1515, cuando aún era gobernador de Manisa. Antes de Selim, Hürrem había tenido otros dos hijos del sultán, Şehzade Mehmed, nacido en 1521, y Şehzade Abdullah, nacido en 1522, quien murió sólo tres años después. Se ha hablado mucho de Roxelana; capaz de pasar en poco tiempo de esclava del harén a concubina y finalmente a esposa legal, contraviniendo las costumbres otomanas, tuvo una gran influencia sobre el sultán, hasta el punto de que algunos historiadores la consideran la tejedora de tramas que acabaron condicionando toda la política del imperio y en particular la sucesión al sultanato, viéndola como la matriarca del llamado 'sultanato de las mujeres'.
A pesar de la firmeza con la que se gobernaba el imperio, las rebeliones eran bastante frecuentes. Posiblemente debido al descontento con el nombramiento de İbrahim Paşa como gran visir, su competidor Ahmed Paşa, recién nombrado gobernador de Egipto, organizó una insurrección, y en consecuencia, obtuvo inicialmente el apoyo de los dignatarios mamelucos, el maestre de los Caballeros Hospitalarios de Jerusalén, el sah Ismail I de Persia e incluso el papa. Sin embargo, cuando los mamelucos lo abandonaron, pronto fue asesinado y la revuelta sofocada. Consciente de que Egipto era un terreno fértil para la insurrección, Solimán decidió enviar a İbrahim, la única persona en la que podía confiar plenamente, en una misión. En un año, el leal gran visir sometió a los rebeldes, promulgó leyes y reorganizó la administración del poder; su éxito fue tan grande que no hubo más revueltas en la zona durante más de tres siglos.

### Hungría: la batalla de Mohács

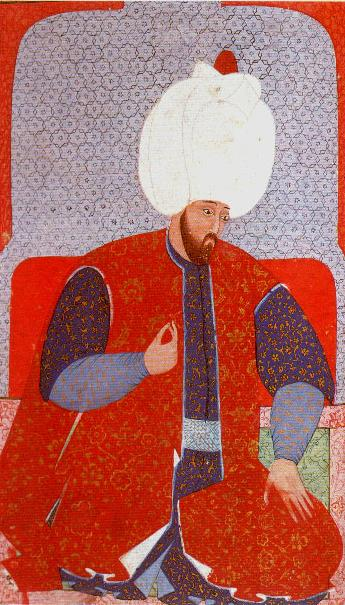
Retrato de un joven Solimán.

Tras las victorias en el Danubio y Rodas, el imperio disfrutó de un periodo de paz, pero esta situación no era de recibo, ya que la tradición guerrera otomana quería que el sultán estuviera constantemente luchando para expandir las fronteras imperiales y extender el Islam por todo el mundo. Cuando los jenízaros se dieron cuenta de que no había planes para nuevas campañas militares, aprovecharon la ausencia del sultán, quien había ido a Edirne para la cacería, y provocaron disturbios en la capital, lo que obligó a este último a regresar inmediatamente. Al recuperar rápidamente el control, ya sea ejecutando él mismo a algunos alborotadores o distribuyendo dinero a los soldados para calmarlos, Solimán tuvo claro que había que planificar una expedición militar lo antes posible.
Así, a principios del invierno de 1525, el sultán ordenó preparar una campaña militar sin haber decidido el objetivo. Sólo en los primeros meses de 1526, por invitación también de Francisco I de Francia con quien el imperio había comenzado a tejer los primeros contactos (que pronto darían lugar a una alianza antihabsbúrgica), optó por atacar de nuevo las fronteras cristianas; la expedición se dirigiría, por tanto, hacia Hungría. Los preparativos diplomáticos fueron febriles: se aseguró la neutralidad de la República de Venecia mediante la concesión de ciertos privilegios, mientras que estaba claro que el emperador Carlos V no intervendría porque estaba ocupado en la guerra de la Liga de Cognac contra Francisco I. Además, Solimán consideraba que las fronteras orientales con la Persia del sah Tahmasp I eran seguras y que su intervención allí podía posponerse.
El 21 de abril de 1526, Solimán abandonó la capital al frente de un ejército con cien mil hombres y trescientos cañones. Junto a él marchaban el gran visir İbrahim, algunos visires, el dragomán de la Sublime Puerta y otros dignatarios. La expedición llegó, no sin dificultad, a Sofía donde se dividió: el sultán se dirigió a Belgrado desde donde continuaría a Buda (la actual Budapest), mientras que el gran visir se dirigió a Petrovaradin, que tomó tras un breve asedio que sólo le costó veinticinco hombres. Durante la marcha, se sometieron las ciudades de Ilok y Osijek, y se construyó en sólo cinco días un puente de 332 metros de longitud sobre el Drava, que fue inmediatamente destruido una vez que el ejército lo hubo cruzado para eliminar cualquier posibilidad de retirada. Los otomanos llegaron entonces a la llanura de Mohács donde les esperaba el rey Luis II de Hungría y Bohemia para impedirles continuar hacia Buda.

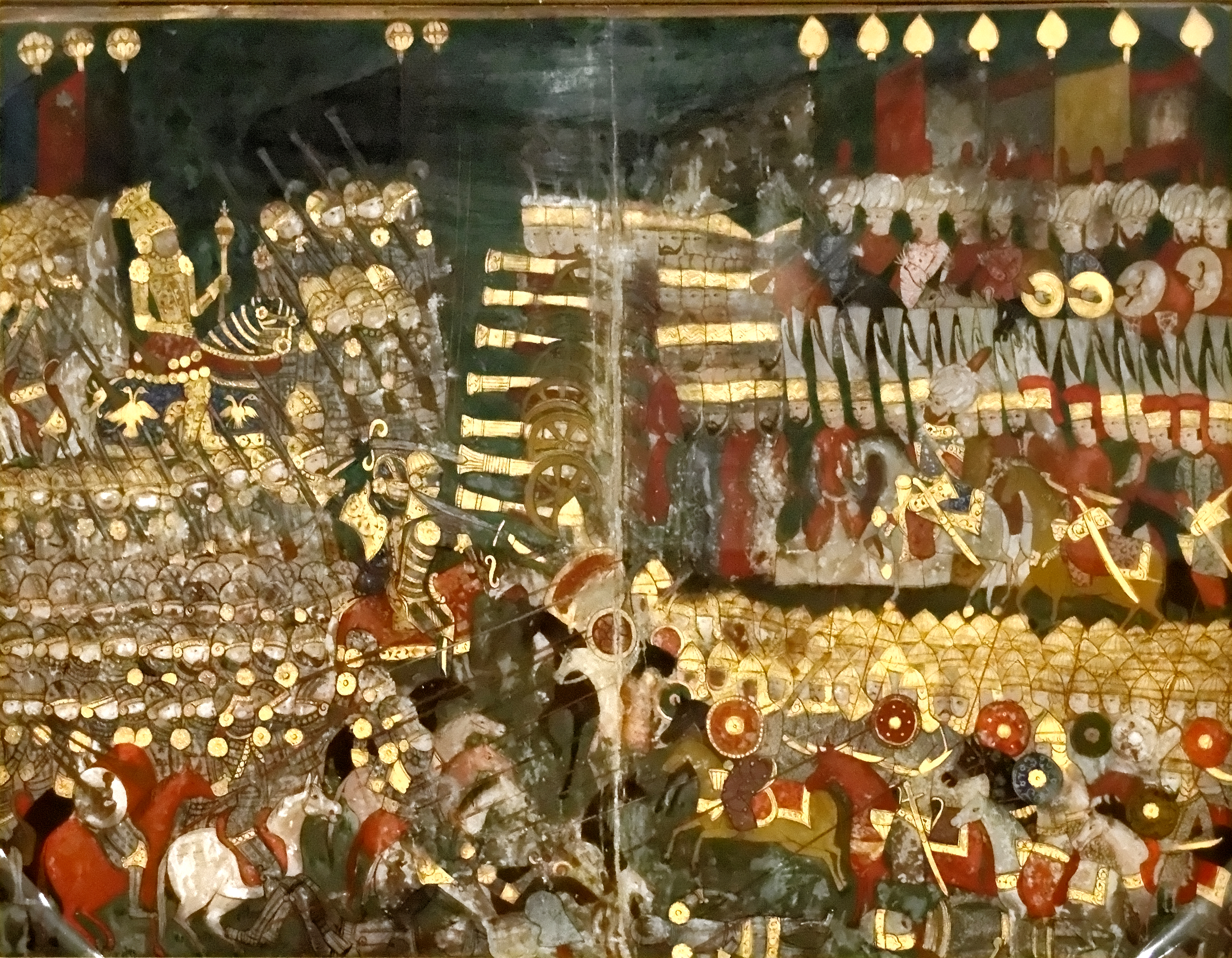
La batalla de Mohács del 29 de agosto de 1526.

La batalla de Mohács tuvo lugar el 29 de agosto y comenzó favorablemente para las tropas cristianas, a pesar de su inferioridad numérica, debido también a que las peticiones de ayuda de Luis a Occidente habían sido desatendidas. El gran valor de la caballería húngara salió a relucir, hasta el punto de que treinta y dos jinetes llegaron a poner en grave peligro la vida del propio Solimán, quien se salvó gracias a su armadura y al sacrificio de sus guardaespaldas y de los jenízaros que acudieron en su defensa. Sin embargo, la clara superioridad de la artillería otomana marcó la diferencia, y al atardecer el ejército cristiano fue derrotado; en la retirada el rey Luis cayó muerto en un río, lo que lo sumó a los treinta mil muertos en las filas cristianas. Solimán había triunfado una vez más, el camino para una entrada triunfal en Buda estaba abierto.

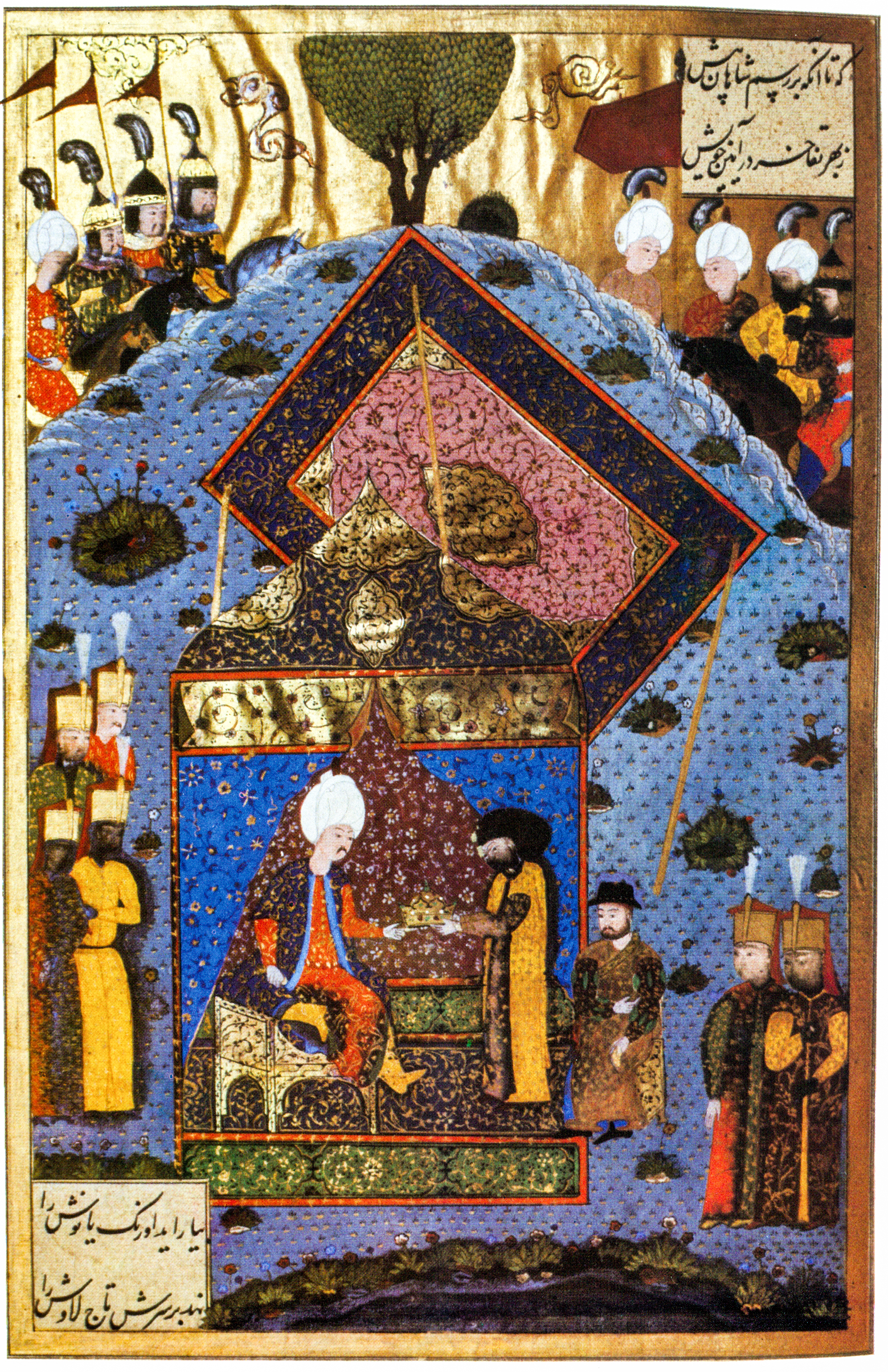
Solimán entrega la corona de Hungría a Juan I de Zápolya, lo que lo convirtió en su vasallo.

Al regresar a Constantinopla al final de la campaña, el sultán podía considerarse dueño del destino de Hungría. La muerte del rey Luis colapsó la autoridad central húngara y se produjo una lucha por el poder. Algunos nobles ofrecieron la corona de Hungría al archiduque de Austria Fernando I de Habsburgo, emparentado con la familia real húngara. Otros nobles, sin embargo, se decantaron por Juan Zápolya, quien contaba con el apoyo de Solimán pero que no era reconocido por las potencias de la Europa cristiana.
Hungría se dividió en tres partes: la mayor parte de la actual Hungría fue reclamada por Solimán, se creó el estado vasallo de Transilvania y se entregó a la familia Zápolya, y Fernando I obtuvo la Hungría Real. Así, la frontera entre el Imperio otomano y el Sacro Imperio Romano Germánico quedó fijada temporalmente.

### El asedio de Viena

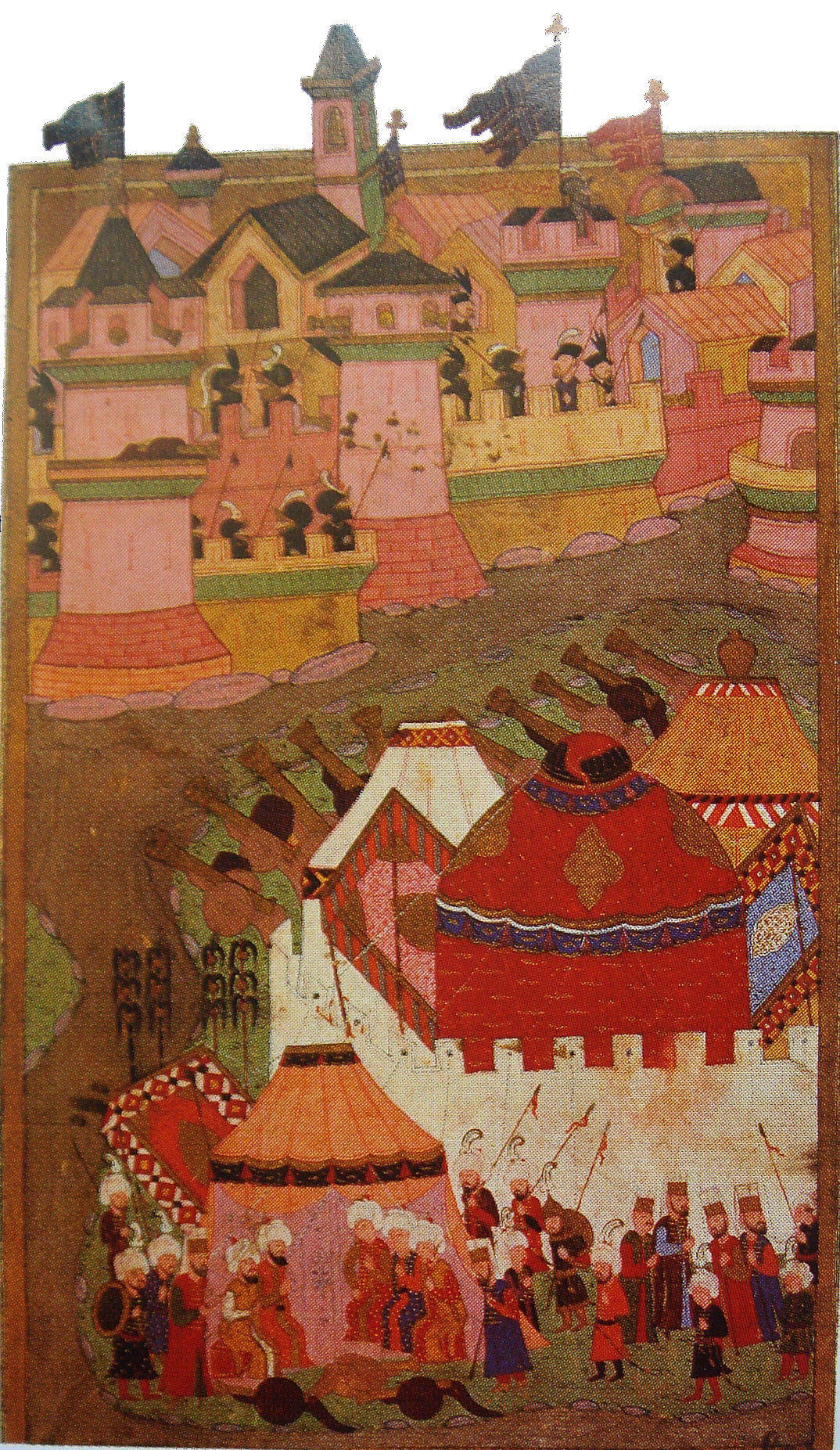
El sitio de Viena.

Con Hungría ya sometida, Solimán pudo dirigir su mirada a una de sus mayores ambiciones: Viena. Así, el 10 de mayo de 1529, con las habituales ceremonias con gran pompa, abandonó la capital y regresó a Mohács, donde se reunió con Zápolya, quien, en el transcurso de una solemne audiencia, fue reconocido como rey de Hungría y, en consecuencia, como vasallo del Imperio otomano. Una miniatura conservada en el palacio de Topkapı recuerda el acontecimiento, mostrando el momento en que el sultán entrega a Zápolya la corona, vestido con un caftán de honor. Abandonando el lugar de la que había sido una de sus victorias más importantes, Solimán llegó a Buda en sólo tres días, ocupada de nuevo por las tropas cristianas. Tras un breve asedio, la ciudad fue tomada y sus habitantes esclavizados, pero a diferencia de la vez anterior, los jenízaros tenían prohibido el pillaje. Pocos días después, Zápolya fue coronado oficialmente como rey; Solimán no asistió a la ceremonia, probablemente para no dar demasiada importancia a quien consideraba sólo un vasallo menor; además, se acercaba el otoño y, por tanto, era necesario dirigirse hacia Viena lo antes posible.
El sitio de Viena comenzó el 27 de septiembre de 1529 y supuso un enfrentamiento del ejército otomano de Solimán, con ciento veinte mil hombres, veitiocho mil camellos y trescientas piezas de artillería, contra los defensores cristianos, que contaban con unos veinte mil combatientes y setenta y dos cañones a las órdenes de Felipe del Palatinado-Neoburgo.
Las operaciones resultaron más difíciles de lo esperado para los otomanos. Aunque el incesante fuego de artillería había conseguido abrir una brecha en las murallas de la ciudad, los atacantes inexplicablemente no aprovecharon esto para intentar entrar. La frustración por la continuación del asedio más allá de lo esperado y la preocupación por la proximidad del invierno llevaron a Solimán a ordenar un asalto a la Puerta de Carintia el 14 de octubre. Sin embargo, el resultado no fue concluyente y el gran sultán no tuvo más remedio que abandonar el objetivo y regresar a Constantinopla, no sin antes celebrar la campaña militar como un éxito y negar que el objetivo fuera conquistar Viena. El viaje de vuelta duró aproximadamente dos meses, durante los cuales el ejército otomano perdió muchos hombres por las enfermedades y el mal tiempo.

### Nuevamente en Hungría

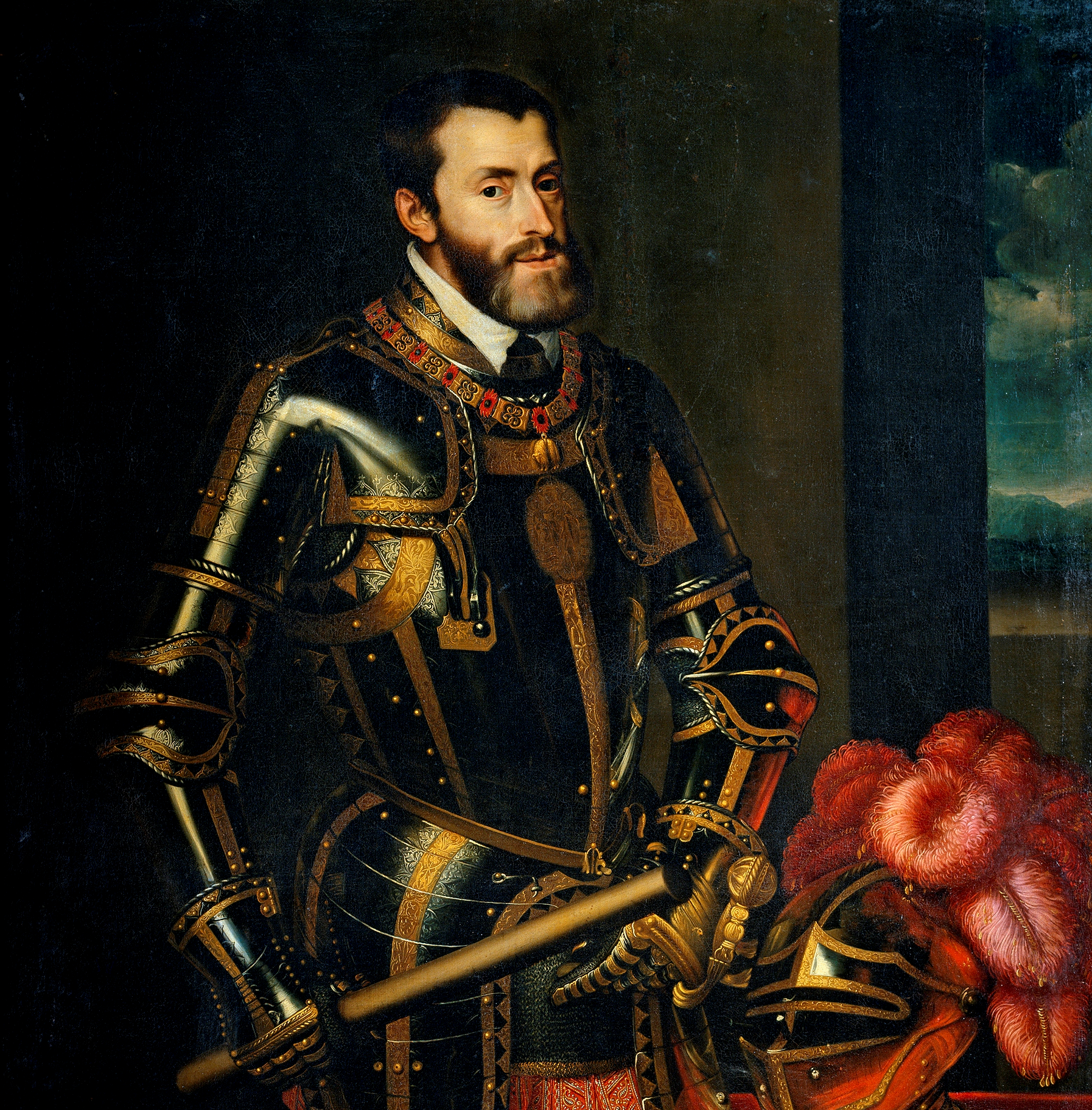
El emperador Carlos V.

A pesar de sus aplastantes victorias en Hungría, Solimán aún no había establecido plenamente su autoridad en la región. Así, el 22 de abril de 1532, volvió a salir de la capital al frente de más de cien mil hombres cuyas filas incluían doce mil jenízaros, treinta mil soldados de Anatolia, dieciséis mil de Rumelia y veinte mil spahi a los que se añadía una fuerza de artillería de trescientos cañones.
Al llegar a Belgrado y recibir nuevos refuerzos de los tártaros de Sahib I Giray, Solimán estaba dispuesto a enfrentarse definitivamente al emperador Carlos V. Sin embargo, su ambición no pudo cumplirse: los cristianos no se sentían en absoluto preparados para enfrentarse a un enemigo tan decidido y numeroso, por lo que Fernando de Habsburgo prefirió enviar dos embajadores al sultán para ofrecerle un tributo de cien mil ducados a cambio de la paz y su reconocimiento como rey de Hungría. Mientras tanto, Solimán recibió otra propuesta diplomática: el rey de Francia se ofreció a invadir Italia para luchar allí contra Carlos. El sultán rechazó ambas ofertas, pero en cuanto a esta última, prometió ayudar a los franceses a conquistar Génova y Milán, uno de los primeros actos sustanciales de la alianza franco-otomana.

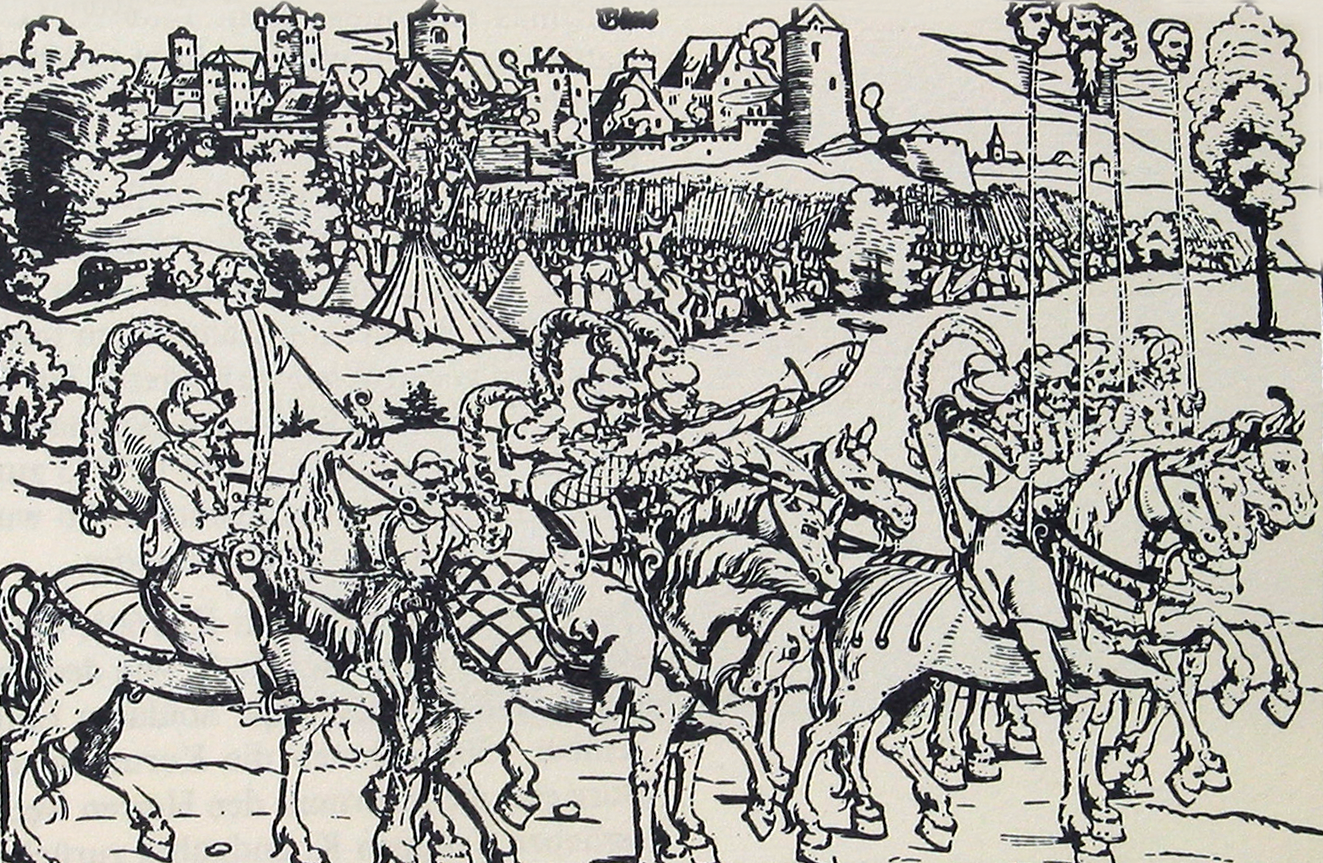
Representación del asedio de Güns, en un grabado occidental.

Al fracasar los esfuerzos diplomáticos para frenar el avance otomano, los cristianos tuvieron que ponerse a la defensiva. El ejército de Solimán, tras numerosos éxitos, se paralizó durante el asedio de Güns, una ciudad situada a sólo cien kilómetros de Viena y defendida por sólo ochocientos hombres al mando de Nikola Jurišić, que se prolongó durante todo el mes de agosto, lo que hizo que los otomanos perdieran un tiempo valioso. Después de conquistar trabajosamente la ciudad, Solimán prefirió dirigirse hacia el oeste, hacia Estiria, en lugar de apuntar directamente a Viena, probablemente porque había contado con expulsar a Carlos V de la ciudad y así enfrentarse a él en campo abierto, pero el emperador de los Habsburgo prefirió evitar el contacto y permaneció dentro de las murallas.
En Estiria, Solimán conquistó varias ciudades, pero tuvo que renunciar a la toma de Graz y Maribor, que no cedieron a la fuerza otomana. El tiempo perdido en Güns no le permitió continuar con las operaciones por mucho tiempo, y regresó a Constantinopla el 18 de noviembre de 1532. El resultado de esta campaña también se celebró solemnemente: se dice que hubo cinco días de ceremonias en la capital, pero el sultán no pudo quedar plenamente satisfecho. Al término de los acontecimientos, se firmó una tregua entre los otomanos y los cristianos, que dio lugar al tratado de Constantinopla de 1533; con ello Zápolya conservó el reino de Hungría, Carlos V salvó sus fronteras y pudo concentrar sus fuerzas para contrarrestar la Liga de Esmalcalda. Solimán, por su parte, podía ahora volver su mirada hacia Persia, consciente de la oportunidad de romper la tregua con los cristianos cuando quisiera.

### Campaña de los dos Irak

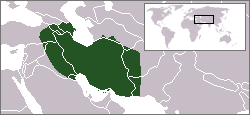
El Imperio safávida. Fronteras del 1512.

Durante siglos, en el mundo musulmán, hubo un conflicto entre los otomanos y el Imperio safávida, con este último gobernando Persia y el moderno Irak, dividido por la fe religiosa: suní el primero, chiita el segundo. Los discípulos chiíes, o kizilbash', persiguieron a los suníes en Mesopotamia, convirtieron mezquitas y, en 1508, fueron culpables de destruir la tumba de Abū Ḥanīfa al-Nuʿmān, uno de los teólogos suníes más importantes de la historia. También solían impedir las conexiones entre los otomanos y sus aliados uzbekos. Esta situación exigía que los otomanos intervinieran lo antes posible. En cuanto el sultán tuvo un pretexto para reclamar Bagdad, decidió atacar al imperio rival e İbrahim recibió la orden, en otoño de 1533, de dirigir un ejército al Azerbaiyán persa donde conquistó Tabriz el 16 de julio del año siguiente. Había comenzado lo que se conocería como la «campaña de los dos Irak».
Dos meses después, tras un viaje que le hizo pasar por varias ciudades en triunfo, Solimán se unió a su gran visir y con él se dirigió a la capital de Persia, Bagdad, que durante mucho tiempo había sido uno de los centros más importantes del Islam y la sede del califato, pero que para entonces ya estaba en decadencia. El ejército que participó en esta expedición era enorme: se dice que estaba formado por unos doscientos mil hombres, lo que provocó muchas dificultades logísticas y de aprovisionamiento, dificultades acentuadas por la inminente mala temporada.

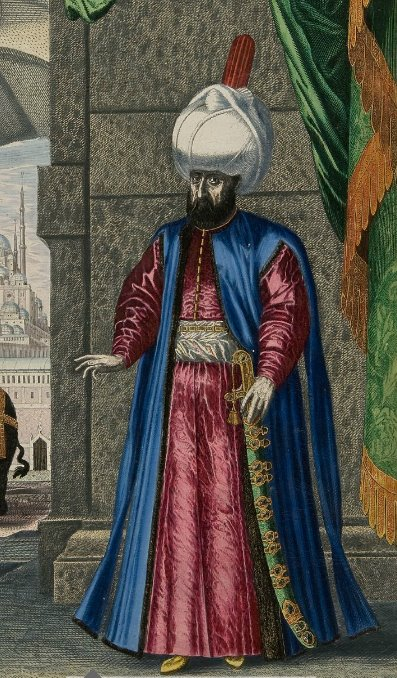
Solimán en una miniatura de Melchior Lorck.

Al acercarse el ejército otomano, el sah rechazó un enfrentamiento directo y evacuó la ciudad; el 4 de diciembre de 1543, Solimán pudo así entrar sin luchar y considerarse así el legítimo sucesor de los califas y defensor del sunismo. Con la anexión de Bagdad al Imperio otomano, la ciudad experimentaría una nueva temporada de crecimiento y prosperidad. Tras pasar el invierno en esta, el 2 de abril de 1545 Solimán y su ejército emprendieron un difícil viaje que en tres meses le llevó de vuelta a Tabriz, donde fijó su residencia en el palacio del sah. Al igual que en la anterior campaña húngara, cuando Solimán había buscado un enfrentamiento directo con Carlos V, también esperaba un combate con el sah; pero él también, al igual que Carlos, había rehuido causar un impacto contra un ejército tan fuerte, por lo que prefirió una estrategia más de espera. Así, las conocidas dificultades logísticas del ejército otomano, que se encontraba lejos de sus bases de aprovisionamiento, le obligaron a abandonar la idea de perseguir al ejército del sah, mucho más móvil y a gusto en la región, y a conquistar las ciudades santas de Qom y Kashan. Solimán dio entonces órdenes de regresar a Constantinopla, donde llegó a principios de enero de 1536. La campaña había supuesto la pérdida de más de treinta mil hombres, principalmente por hambre y enfermedades, pero había consolidado al sultán a los ojos de sus correligionarios contemporáneos como un gran conquistador que había triunfado sobre la herejía suní; el imperio se extendía ahora desde las puertas de Viena hasta Bagdad.
Pocos días después del final de la expedición, se produjo un acontecimiento que todavía hoy es cuestionado por los historiadores. El 15 de marzo de 1536, el gran visir Pargalı İbrahim Paşa fue encontrado asesinado en su dormitorio del palacio de Topkapı. Sin duda fue el propio Solimán quien ordenó su ejecución; se desconocen los motivos por los que lo hizo y sólo se han formulado teorías: la sospecha de que fue el artífice de una conspiración o el resultado de una petición de Roxelana, quien veía a İbrahim como un rival por el poder, son las hipótesis más creíbles. El hecho es que Solimán tuvo que lamentar haber hecho matar a su mejor amigo, compañero de éxitos y excelente estratega.

### Norte de África y Mediterráneo
.

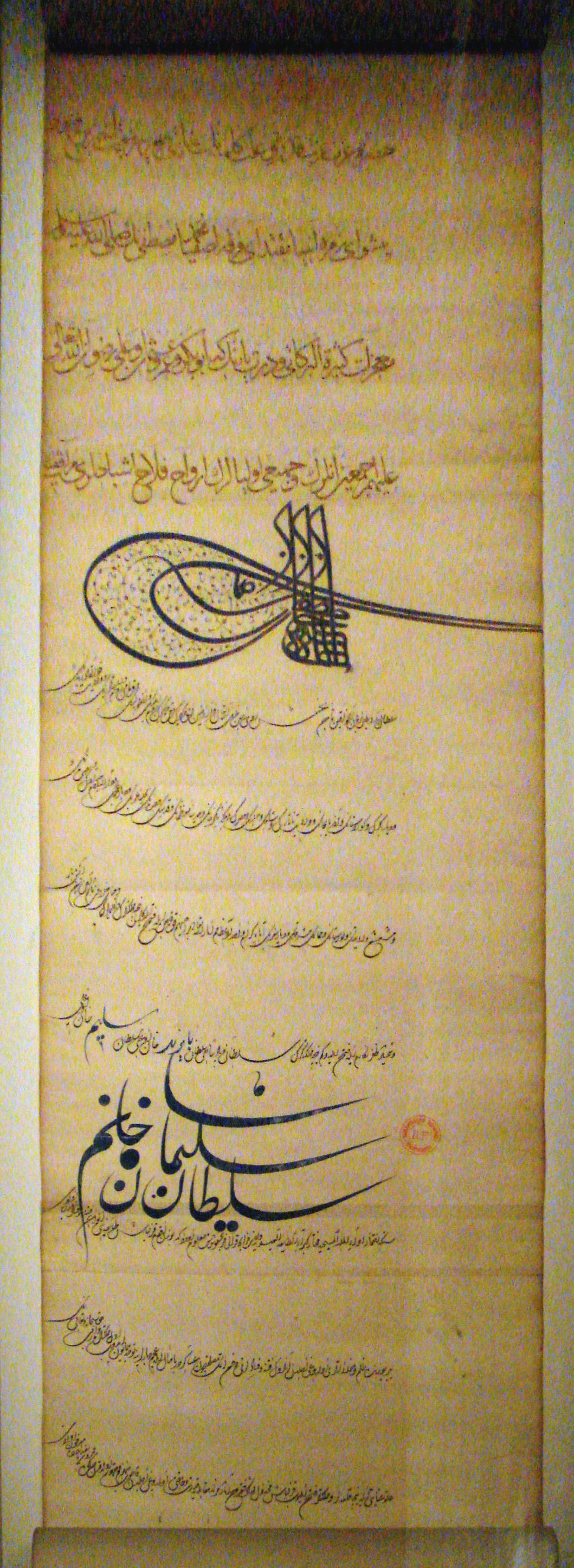
Carta de Solimán a Francisco I de Francia en 1536, informando al soberano francés de su exitosa campaña en Irak y acordando la estancia del embajador Jean de La Forêt en la corte otomana

Tras las campañas danubianas y persas, Solimán comenzó a mirar hacia el Mediterráneo, entonces bajo el control de las armadas de la República de Venecia y de Ragusa. A pesar de algunos éxitos como los de Rodas o Egipto, la flota otomana no era tan temible como sus fuerzas terrestres, pero la disponibilidad de puertos estratégicamente situados y de arsenales eficientes proporcionaba a los otomanos la posibilidad de imponer su autoridad también en el mar. La figura clave en la reorganización de la armada otomana fue, al igual que el coetáneo Andrea Doria para los españoles, el corsario Jeireddín, conocido en Europa como «Barbarroja». Hijo de un alfarero griego de Mitilene, gracias a sus incursiones en el Mediterráneo, pronto adquirió una gran reputación que le llevó a finales de 1533 a hacer su entrada triunfal en Constantinopla donde fue nombrado kapudanpaşa (equivalente a gran almirante) de la flota otomana y gobernador (Bey) de las islas. En virtud de este prestigioso título, organizó la flota de Solimán en pocos meses, mientras este se encontraba ocupado en Persia, dispuesto a dar batalla a las potencias navales cristianas.

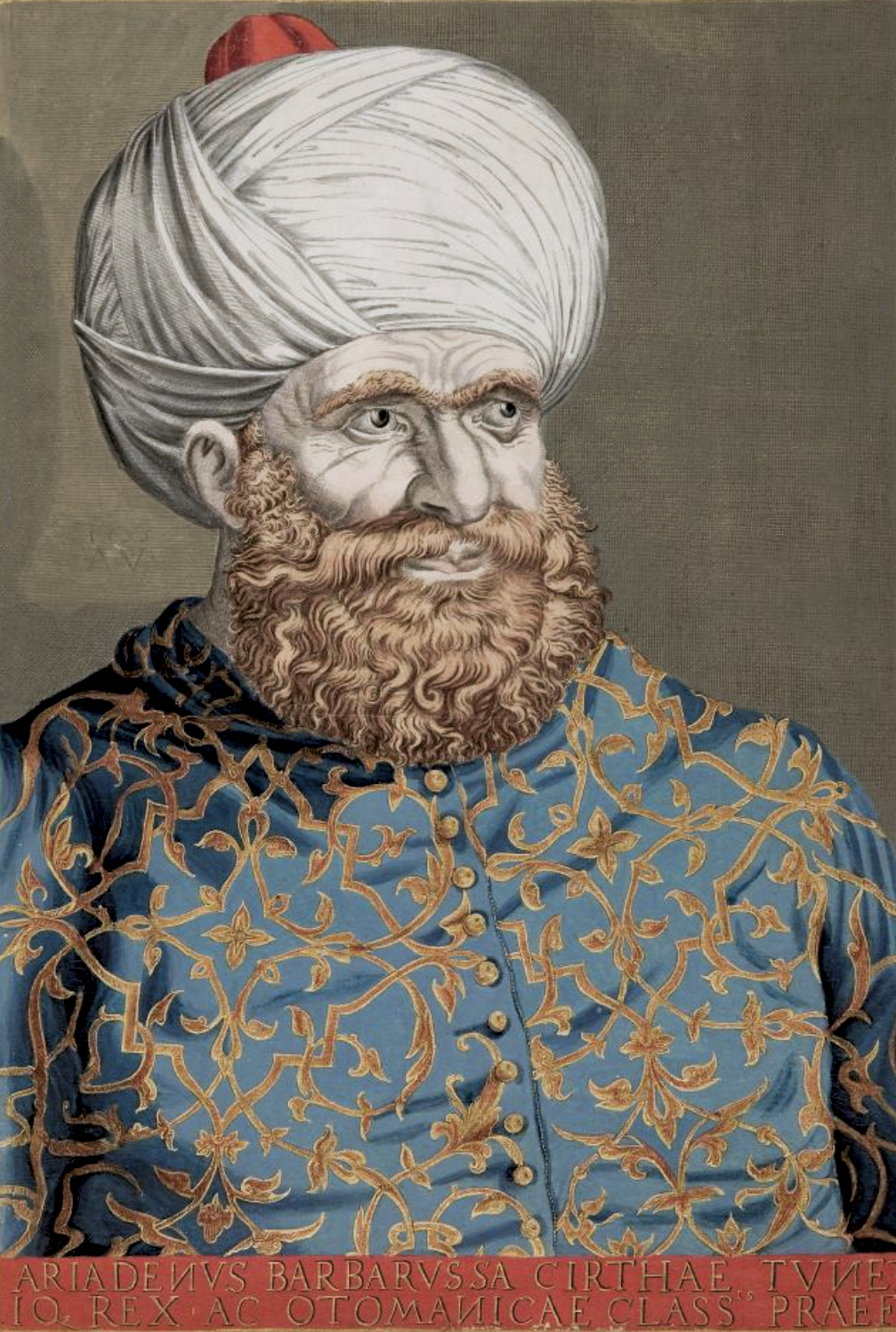
Jeireddín, llamado Barbarroja, kapudanpaşa de la flota.

Como primera acción, Barbarroja conquistó Túnez, en ese momento en manos de la dinastía hafsí. Sin embargo, en julio de 1535, la ciudad sería a su vez conquistada por Carlos V quien, preocupado por la expansión otomana en el Mediterráneo, había tomado personalmente la dirección de una contraofensiva considerada por los contemporáneos como una cruzada junto a Doria. A pesar de la gran victoria cristiana, la flota de Barbarroja sólo sufrió pérdidas marginales y pudo, unos meses después, atacar las Islas Baleares y Valencia, saqueándolas. Convencido de las posibilidades de éxito en el mar, el propio sultán supervisó el equipamiento de una nueva flota, que continuó a lo largo de 1536 en los astilleros del Cuerno de Oro.
El 17 de mayo de 1537, Solimán, acompañado de sus hijos Selim y Mehmed, llegó a Vlora, en la actual Albania, con planes para atacar Bríndisi, mientras su aliado Francisco I de Francia se dirigía a conquistar Génova y Milán. La expedición debía incluir a Lütfi Paşa y a Barbarroja como comandantes de la flota. Sin embargo, el plan no llegó a buen puerto, ya que el rey de Francia rompió el acuerdo y atacó en Flandes y Picardía. Mientras tanto, un ataque de unas galeras venecianas a una delegación diplomática otomana en viaje dio a Solimán el pretexto para cambiar su objetivo y dirigirse a Corfú, una importante base de la Serenísima.
Las operaciones para el asedio de la ciudad comenzaron en agosto de ese mismo año y fue el primer acto de lo que se conoce como la tercera guerra turco-veneciana, parte del escenario más amplio de las guerras turco-venecianas. A pesar de que Solimán podía contar con la fuerza de veinticinco mil hombres y trescientos veinte barcos, la resistencia de los venecianos resultó ser bastante tenaz, y en particular la artillería de los defensores fue decisiva para que el sultán decidiera retirarse. La tradición cuenta que Solimán, tras ver la pérdida de dos galeras, declaró que «la vida de un solo musulmán no puede pagarse con la conquista de mil fortalezas».

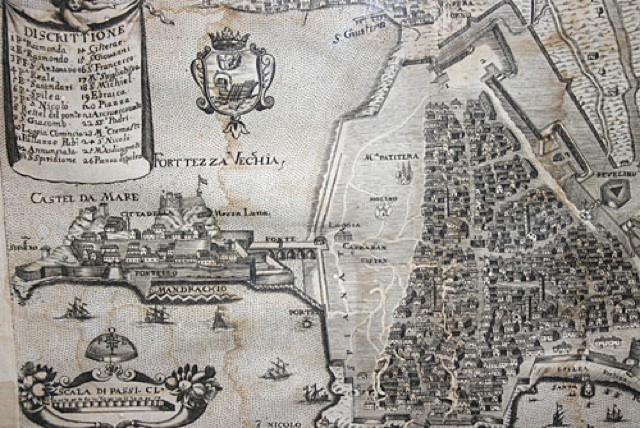
Corfú en la época del fallido asedio.

A su regreso a Constantinopla, el sultán encargó a Barbarroja la misión de combatir a los venecianos en las islas del mar Egeo para expulsarlos. Durante las dos campañas militares que siguieron, el kapudanpaşa logró un éxito tras otro, por lo que contó entre sus conquistas las islas de Siros, Patmos, Egina, Paros, Andro, Scíathos, Esciros y Serifos. El 28 de septiembre de 1538, Barbarroja derrotó a la Liga Santa promovida por el papa Pablo III en la batalla de Préveza. Al final de las operaciones, veinticinco islas venecianas habían caído o habían sido saqueadas, mientras que miles de cristianos habían sido hechos prisioneros. El 20 de octubre de 1540, se firmó una paz en la que los embajadores venecianos acordaron con Solimán el pago de trescientos mil ducados como indemnización de guerra y el abandono definitivo de las islas conquistadas por Barbarroja, a las que se sumaron Nauplia y Malvasia.
En octubre del año siguiente, Carlos V intentó frenar los éxitos otomanos dirigiendo una expedición a Argel, que sin embargo resultó desastrosa para los cristianos. Solimán se convirtió así en el señor absoluto del Mediterráneo, una supremacía que los otomanos mantuvieron durante más de treinta años.

### Sucesión al trono húngaro

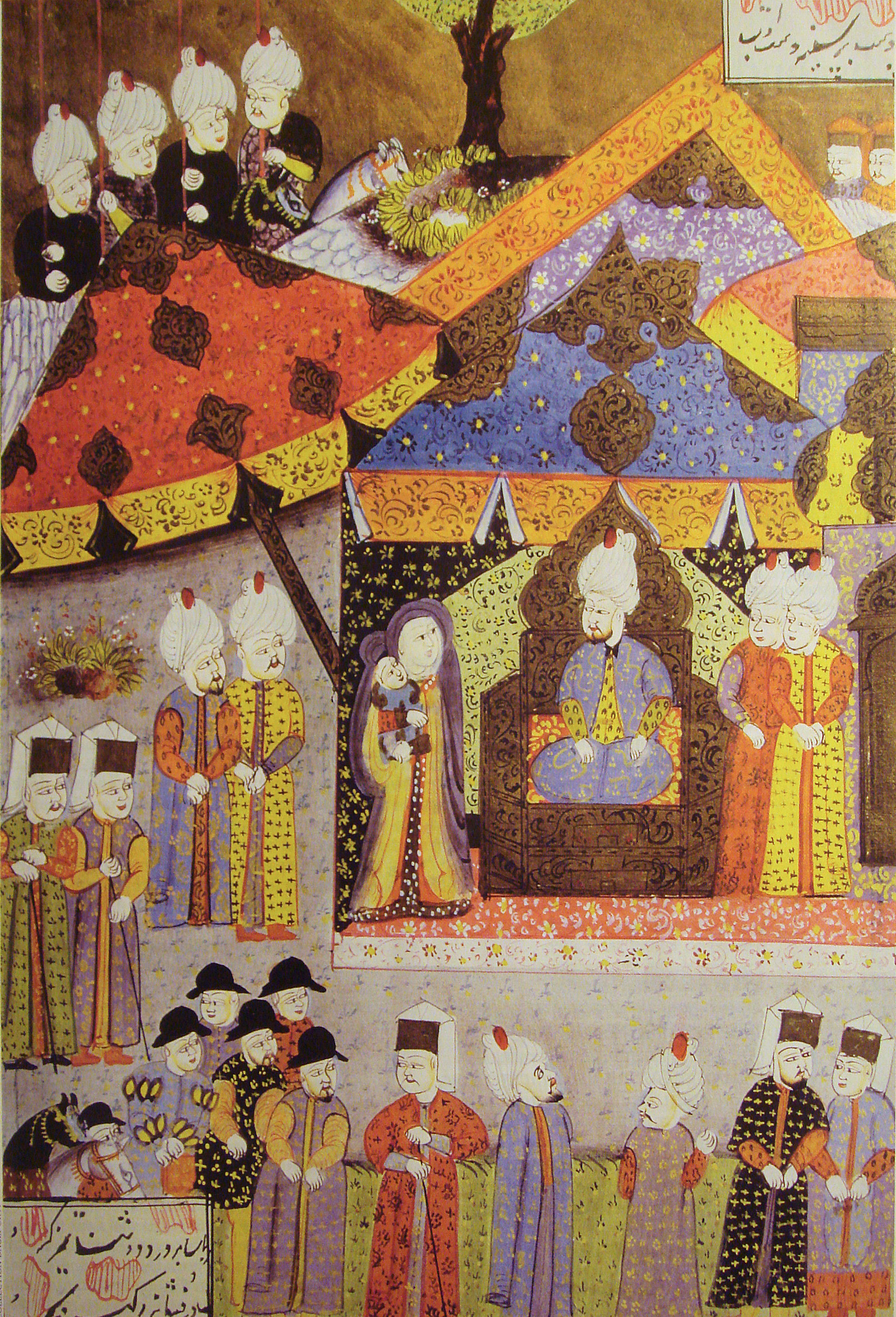
Isabela Jagellón presenta a su hijo, el futuro Juan II de Hungría, a Solimán.

En 1539, el gran visir Ayas Mehmed Bajá, quien había sucedido en el cargo más alto de la Sublime Puerta tras el asesinato de İbrahim Paşa, murió de peste, y el sultán decidió nombrar en su lugar a Luṭfī Paşa, su cuñado y general del ejército otomano, quien era de origen albanés.
El sultán no había tenido tiempo de firmar el tratado de paz con Venecia y ya tenía que volver a centrar su atención en Hungría, de donde llegaban noticias preocupantes. En julio de 1540, Zápolya había muerto quince días después de tener un hijo de Isabela Jagellón, hija del rey Segismundo I de Polonia. Aunque Solimán creía que el niño era su legítimo sucesor, salió a la luz un acuerdo secreto que Zápolya había hecho en 1538, en el que se establecía que a su muerte Hungría volvería a manos de Fernando de Habsburgo a cambio de su reconocimiento en el trono mientras viviera. Para Solimán, este acuerdo era inaceptable, ya que se hizo antes del nacimiento de su hijo, mientras que Fernando afirmaba que el niño no era hijo de Isabel y por ello invadió Hungría.
Así, Isabel y su hijo Juan abandonaron Buda para pedir ayuda a Solimán, quien tuvo que partir de nuevo en dirección a Hungría. Esta vez el ejército otomano encontró poca resistencia en su camino y, reforzado por las tropas enviadas por Isabel, sitió Buda, y en consecuencia, derrotaron a las defensas dirigidas por Wilhelm von Roggendorf y expulsaron a los imperiales, quienes dejaron dieciséis mil hombres atrás. El 2 de septiembre de 1541, el sultán acompañado por su hijo Şehzade Bayezid y el gran visir Hadım Suleiman Paşa (quien había tomado el relevo de Luṭfī Paşa unos meses antes) entró en la ciudad con grandes honores y, como era su costumbre, se dirigió a una iglesia que entretanto se había convertido en una mezquita para rezar. Primero dio su palabra a Isabel de que su joven hijo Juan reinaría sobre Hungría en cuanto alcanzara la edad necesaria, y luego regresó a Constantinopla.

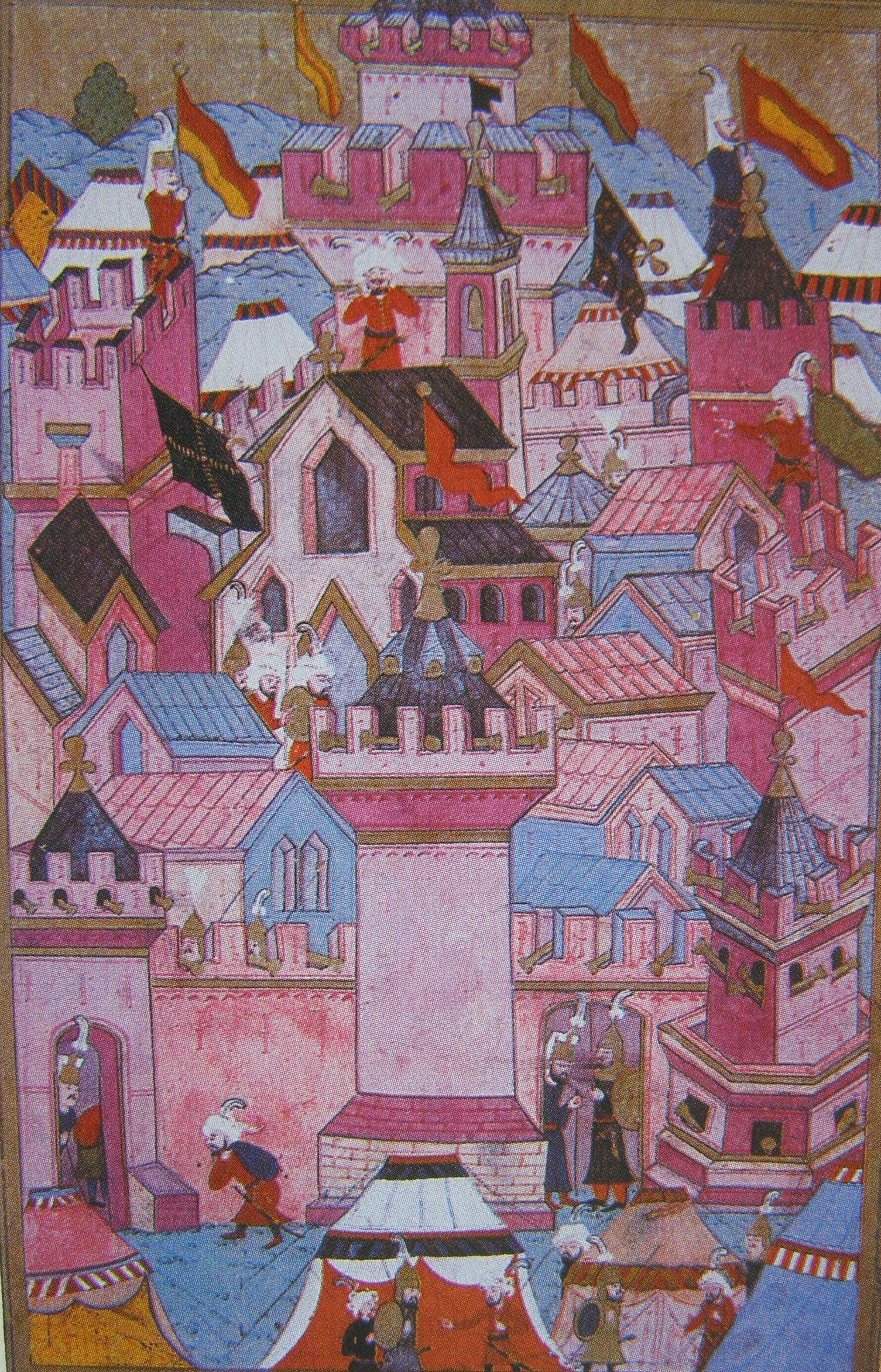
El sitio de Esztergom de 1543 en un manuscrito húngaro.

Pero no pasaron ni dos años antes de que tuviera que partir de nuevo para su octava campaña en Hungría. De hecho Fernando, fortalecido por un momento de tranquilidad en el frente interno con los protestantes, había vuelto a reclamar el trono húngaro ofreciendo a Solimán el reconocimiento como rey a cambio de un tributo anual de cien mil ducados. El sultán, quien no tenía la menor intención de aceptar esta oferta, no tuvo más remedio que abandonar la capital el 23 de abril de 1543 y emprender la guerra contra los Habsburgo. Una vez más, la campaña comenzó de la mejor manera posible para los otomanos, quienes tomaron una fortaleza tras otra en Eslavonia y en la Hungría leal a Fernando. Después de volver a entrar en Buda, el ejército otomano se dirigió inmediatamente al norte para el sitio de Esztergom, que cayó después de unas dos semanas, también gracias a la ayuda de la artillería francesa ofrecida por el rey Francisco I.
Este nuevo éxito contra los cristianos puso fin a las ambiciones de Fernando sobre Hungría, que permaneció en manos otomanas hasta 1686. A este éxito le siguieron largas negociaciones que desembocaron en un tratado de paz entre los otomanos y el Sacro Imperio Romano Germánico el 13 de junio de 1547. Sin embargo, Solimán no podía estar del todo satisfecho, ya que aún no había conseguido luchar contra el emperador Carlos V en campo abierto, y la muerte de Francisco I el 31 de marzo de 1547 lo hacía improbable para el futuro, ya que le faltaba un aliado clave en el escenario europeo. Era el momento de mirar de nuevo a Persia.

### Segunda campaña persa
A principios de 1548, Solimán abandonó de nuevo Constantinopla y marchó con su ejército hacia Persia. A pesar de su éxito en su primera expedición, su autoridad estaba en peligro: varios vasallos se habían mostrado infieles y la propaganda safávida a favor del chiismo seguía ganando adeptos en Anatolia.
La primera acción, una vez que llegó al teatro de operaciones, fue el asedio de Van, que había vuelto recientemente a manos de Tahmasp I tras perderlo en 1534. Tras tomar Van a finales de agosto, el sultán decidió reparar en Alepo para pasar el invierno. Al mismo tiempo, el ejército otomano ocupó otras fortalezas locales mientras el hijo del sah Suleiman Mirza, quien se había unido a las filas de los otomanos, asolaba el oeste de Irán hasta que fue capturado y posteriormente asesinado. Después del invierno, el ejército turco se dirigió hacia Erzurum mientras el gran visir Rüstem Bajá continuaba sometiendo las fortalezas safávidas entre Kars y Artvin.
La campaña fue un éxito que reafirmó la autoridad otomana sobre Persia, pero Solimán volvió a fracasar en su intento de cerrar definitivamente las cuentas con la dinastía safávida, lo que le obligó unos años más tarde a retomar la ruta hacia Persia para una tercera campaña.

### El problema de la sucesión

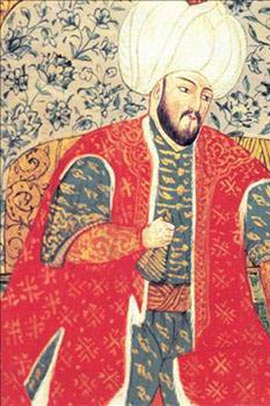
Şehzade Mustafa, hijo de Solimán y Mahidevran.

Solimán tuvo seis hijos de sus dos esposas, Mahidevran y Hürrem, cuatro de los cuales sobrevivieron más allá de 1550: el mayor Şehzade Mustafa era hijo de Mahidevran, mientras que los más jóvenes Selim, Bayezid y Cihangir eran de Hürrem. Esta última era consciente de que si Mustafá se convertía en sultán, sus propios hijos serían asesinados por estrangulamiento, una costumbre de la dinastía otomana. De hecho, al menos hasta el reinado de Ahmed I, el imperio carecía de medios formales para regular la sucesión, por lo que a menudo recurría a la cruel práctica de dar muerte a los príncipes rivales para evitar disturbios y rebeliones. Además, el hijo de Mahidevran era unánimemente reconocido como el más talentoso de todos sus hermanos y gozaba del apoyo del poderoso Pargalı İbrahim Paşa, en ese momento el gran visir del imperio, así como del ejército y en particular de los jenízaros. El embajador austriaco Ogier Ghiselin de Busbecq señaló que «Solimán tiene entre sus hijos uno llamado Mustafá, quien es maravillosamente educado y prudente y está en edad de gobernar, ya que tiene 24 o 25 años; que Dios no permita nunca que un sarraceno de tal fuerza se acerque a nosotros», y continuó hablando de las «notables dotes naturales» de Mustafá. Se cree que Hürrem es responsable, al menos en parte, de las intrigas que se produjeron en torno al nombramiento de un sucesor en el sultanato; aunque era la esposa del sultán, no tenía ningún papel público oficial, pero esto no le impedía ejercer una fuerte influencia política. En un intento de evitar la ejecución de sus hijos, Hürrem probablemente utilizó su influencia sobre su marido para eliminar a quienes apoyaban el ascenso de Mustafá.

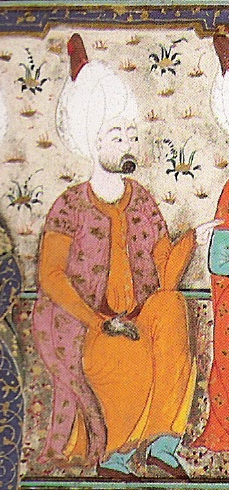
Miniatura que probablemente representa al gran visir Rüstem Bajá.

Así, en luchas de poder aparentemente instigadas por Hürrem, Solimán hizo asesinar a İbrahim y lo sustituyó por su yerno, Rüstem Bajá. En 1552, cuando comenzó la tercera campaña contra Persia y Rüstem fue nombrado comandante en jefe de la expedición, comenzaron las intrigas contra Mustafá. Rüstem envió a uno de los hombres de mayor confianza del sultán para que informara de que los soldados consideraban que había llegado el momento de poner a un príncipe más joven en el trono, ya que el sultán no había dirigido personalmente el ejército; al mismo tiempo, se extendieron rumores de que Mustafá había sido favorable a la idea. Irritado por ello y creyendo que Mustafá conspiraba contra él para obtener el trono, Solimán convocó a su hijo a su tienda en el valle de Ereğli el verano siguiente durante su regreso de la campaña en Persia, afirmando que «podría librarse de los crímenes de los que ha sido acusado y no tendría nada que temer si venía».

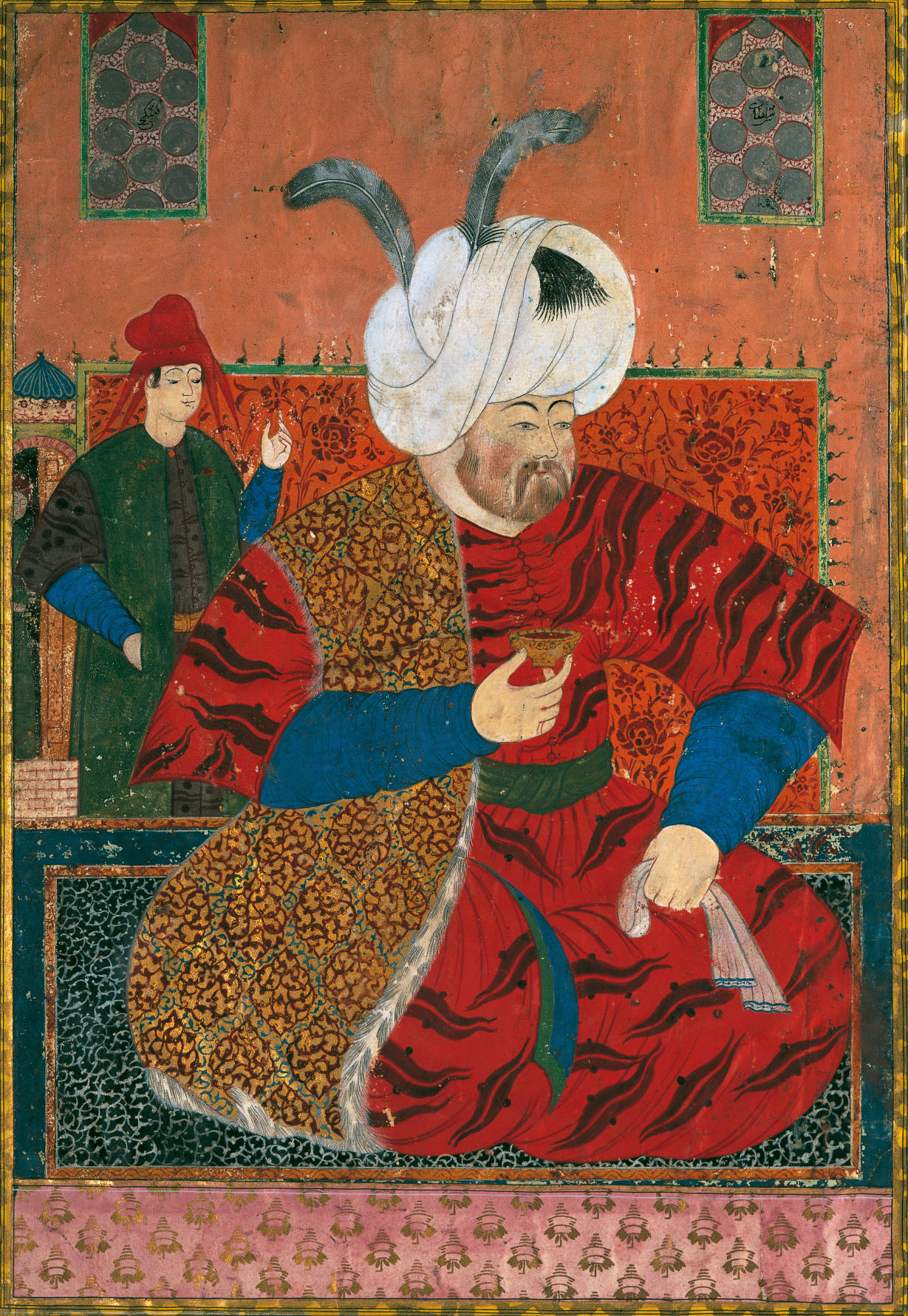
Selim, el único hijo varón superviviente y futuro sucesor de Solimán.

Mustafá se enfrentó a una elección: comparecer ante su padre a riesgo de ser asesinado o, si se negaba, ser acusado de traición. Al final, Mustafá optó por entrar en la tienda de su padre, confiando en que el apoyo del ejército le protegería. Busbecq, quien afirma haber recibido el relato de un testigo presencial, describió los últimos momentos de Mustafá. Cuando este entró en la tienda de su padre, los eunucos le atacaron mientras se defendía valientemente. Su padre, separado de la pelea sólo por las cortinas de lino de la tienda, se asomó a través de ella y «miró amenazantemente, con sus ojos llenos de ira y crueldad por su falta de coraje. Entonces, los verdugos, alarmados, redoblaron sus esfuerzos, arrojaron a Mustafá al suelo y, echándole la soga al cuello, lo estrangularon». El pueblo otomano recibió negativamente la noticia del asesinato de Mustafá, los jenízaros acusaron a Solimán de haber «apagado el sol más brillante»; los poetas y escritores celebraron al joven príncipe al que dedicaron elegías y obras.
Se dice que Cihangir murió de pena pocos meses después de enterarse del asesinato de su hermanastro. A los dos hermanos supervivientes, Selim y Bayezid, se les dio el mando en diferentes partes del imperio. Sin embargo, en pocos años estalló una guerra civil entre ellos, cada uno apoyado por fuerzas leales. Con la ayuda del ejército de su padre, Selim derrotó a Bayezid en Konya en 1559, lo que llevó a este último a refugiarse con los safávidas junto con sus cuatro hijos. Tras los intercambios diplomáticos, el sultán exigió al sah Tahmasp I que Bayezid fuera extraditado o ejecutado. En 1561, a cambio de grandes cantidades de oro, el sah permitió que un asesino turco estrangulara a Bayezid junto con todos sus hijos, lo que allanó el camino para la sucesión de Selim al trono cinco años después.

### Tercera campaña persa

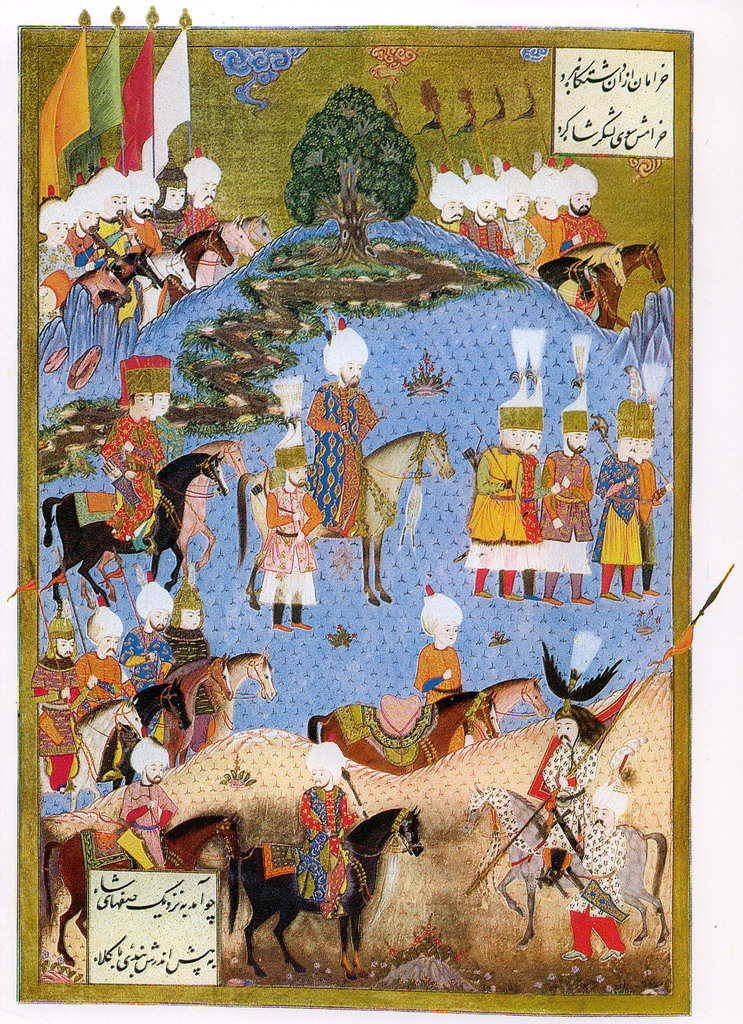
Solimán al frente del ejército en 1554.

Los trágicos acontecimientos que rodearon la sucesión se produjeron, como ya se ha dicho, con el telón de fondo de lo que se conocería como la tercera campaña persa, la última librada por Solimán. Las operaciones habían comenzado en 1552 cuando el gran visir Rüstem Bajá, al mando del ejército, se dirigió a Anatolia y llegó a Carmania donde se detuvo para pasar la mala temporada. Fue en esta ocasión cuando Rüstem comenzó su complot contra el príncipe Mustafá, quien ya se ha mencionado, lo que consiguió que el verano siguiente Solimán, para demostrar que seguía siendo el jefe del Imperio, también dirigiera un ejército para unirse al gran visir y participar en la campaña.
Tras la ejecución de su hijo Mustafá, el sultán se dirigió a Alepo para acuartelarse. La entrada en la ciudad, que ahora forma parte de Siria, fue triunfal y pomposa. El explorador inglés Anthony Jenkinson relató con gran detalle que la procesión era abierta por seis mil jinetes ligeros Sipahi, vestidos de rojo escarlata, seguidos por diez mil tributarios, vestidos de terciopelo amarillo, a su vez seguidos por cuatro capitanes, cada uno al frente de doce mil armados; luego dieciséis mil jenízaros vestidos de púrpura, mil pajes de honor y tres hombres a caballo blanco; después el sultán «en su resplandeciente majestad» seguido de los grandes dignatarios y cuatro mil jinetes armados cerrando la procesión.
En la primavera, después de enviar al sah Tahmasp I un ultimátum pidiéndole que volviera al sunismo, que fue recibido con una previsible respuesta negativa, Solimán inició operaciones militares que provocaron la devastación de toda la región de Ereván. La violenta ofensiva otomana hizo que el sah pidiera el fin de las hostilidades; el sultán aceptó la oferta, lo que dio lugar a la paz de Amasya, estipulada el 29 de mayo de 1555, en la que se redibujaron las fronteras entre los dos imperios con el sah reconociendo las conquistas otomanas pero en la que Solimán permitió a los peregrinos chiíes llegar con seguridad a los lugares sagrados del Islam bajo su control. Además, el sah prometió que pondría fin a las incursiones y a la propaganda chií en Anatolia. Como resultado de estos acuerdos, no hubo más combates en el frente persa durante más de veinte años.
Al mismo tiempo, Solimán también tuvo que ocuparse de sofocar una nueva rebelión, una de las más graves de su imperio. Un súbdito afirmó ser el príncipe Mustafá, quien había escapado del asesinato y estableció un nuevo gobierno ilegítimo en el norte de Anatolia, por lo que reclutó a muchos rebeldes. Los insurgentes fueron detenidos por la decisiva intervención del príncipe Bayezid, pero quedó claro que estos disturbios eran una muestra de la mala condición del campesinado, que estaba siendo exprimido por la inflación y los fuertes impuestos. El imperio estaba experimentando una grave crisis monetaria causada por la llegada de dinero barato, a menudo falsificado, procedente de Europa.

### El fracaso de Malta

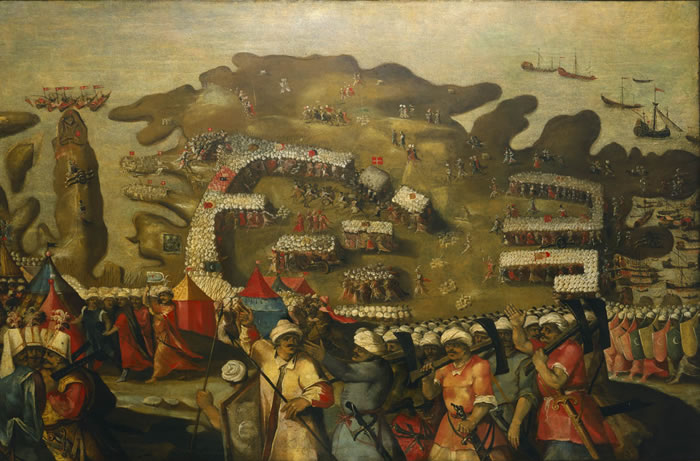
El sitio de Malta - llegada de la flota turca.

En 1530, el emperador Carlos V había concedido a los Caballeros Hospitalarios, expulsados de Rodas unos años antes por Solimán, la isla de Malta donde se establecieron y tuvieron la oportunidad de restablecerse. El diván otomano, preocupado por las incursiones cristianas contra su armada, decidió preparar una expedición para atacarlos en su nueva base. La planificación de la nueva campaña, en la que participaron todos los astilleros del Cuerno de Oro, fue larga y se prolongó hasta principios de 1565. Una vez preparada, la flota de más de doscientos barcos, incluidas 150 galeras en estado de guerra, se hizo a la mar bajo el mando de Lala Kara Mustafa Pasha. Sin embargo, los grandes preparativos no podían mantenerse en secreto y, por tanto, habían alertado a los Caballeros, quienes tuvieron tiempo de preparar sus defensas; la resistencia de la isla, dirigida por el Gran Maestre Jean Parisot de La Valette, pudo contar con ocho mil quinientos defensores de los cuales setecientos eran caballeros.
El 18 de mayo, comenzó el Gran Sitio de Malta y pronto la isla fue ocupada por los otomanos, quienes no pudieron tomar las fortalezas estratégicas de San Telmo y San Ángel. A pesar de un incesante bombardeo, los otomanos no pudieron obtener la ventaja, y el 12 de septiembre se decidió retirar la flota a la capital. La derrota, la primera bajo el mandato de Solimán, costó a los turcos entre veinte mil y treinta y cinco mil hombres, según las fuentes.

### Última expedición y muerte

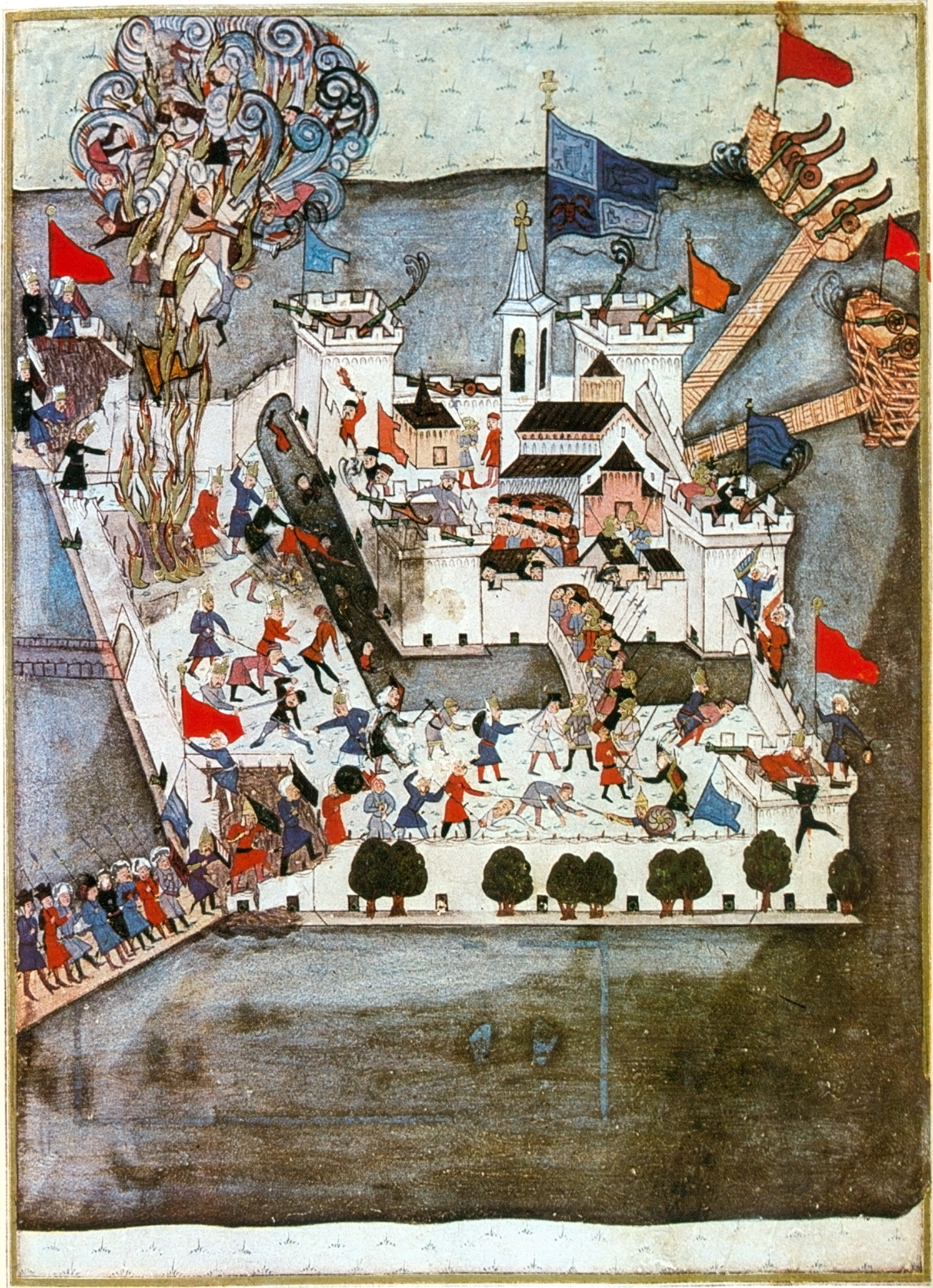
Sitio de Szigetvár.

En 1566, Solimán tenía 72 años, 46 de los cuales los había pasado gobernando el imperio; el sultán sufría de severos ataques de gota que le impedían a moverse y montar a caballo. Maximiliano II de Habsburgo había sucedido a su padre Fernando I en el trono del Sacro Imperio Romano Germánico y dio nueva vida a las pretensiones de los Habsburgo sobre los países del Danubio, lo que reabrió la cuestión de Transilvania que había quedado aparcada durante algunos años tras las victorias otomanas.
El 1 de mayo de 1566, el sultán partió de Constantinopla al frente de uno de los mayores ejércitos que jamás había comandado, al parecer trescientos mil soldados equipados con una enorme artillería, para su decimotercera campaña militar. Llevaba más de una década sin participar personalmente en una expedición, y fue criticado por ello tanto por los visires como por el pueblo llano, ya que se consideraba un deber del líder otomano luchar continuamente para ampliar las fronteras del Islam contra los infieles. Al parecer, la campaña habría sido sencilla, sin necesidad probablemente de ningún combate.
Sin embargo, la enfermedad le había debilitado profundamente, ya no podía montar a caballo y se veía obligado a seguir a las tropas sólo gracias a un carruaje. Tras una marcha ralentizada por causas naturales, que duró 49 días, Solimán llegó a Belgrado y luego se dirigió a Zemun, donde fue recibido por Juan Segismundo con gran pompa.

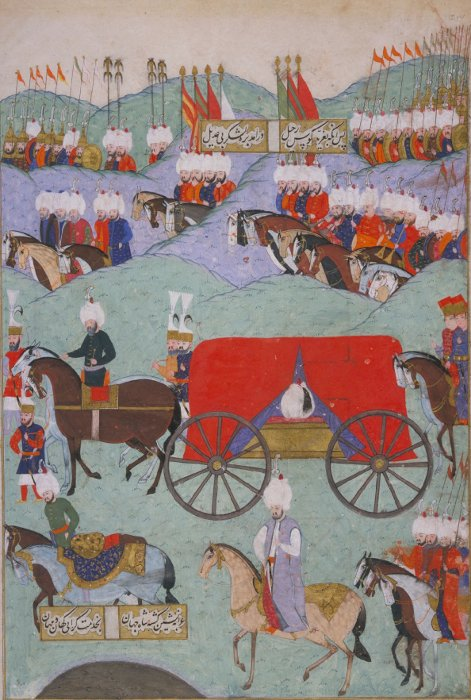
El cortejo fúnebre de Solimán.

Tras otorgarle el poder sobre los territorios entre Tisza y Transilvania, el sultán se dirigió a Szigetvár, que puso bajo asedio desde el 6 de agosto. Los combates continuaron hasta el 8 de septiembre, pero Solimán no pudo ver el final: murió en su tienda durante la noche del 5 al 6 de septiembre. Para evitar disturbios en el ejército, que seguía en campaña, el gran visir Sokollu Mehmet Bajá decidió mantener en secreto la noticia de la muerte del sultán, al menos hasta que su sucesor Selim llegara al féretro de su padre. En ese momento, el único príncipe que quedaba estaba en Kütahya, donde era gobernador, y tan pronto como fue informado, partió para unirse a Sokollu. Durante la espera, el gran visir impidió que todo el mundo entrara en la tienda donde se encontraba el cuerpo de Solimán y dio órdenes a las tropas como si vinieran del propio sultán fallecido. El secreto se mantuvo incluso cuando el ejército marchó de vuelta a Constantinopla tras el fin de las operaciones en la región del Transdanubio Meridional. Sólo cuando la procesión estuvo cerca de Belgrado llegó Selim y entonces se pudo difundir la noticia.
El cuerpo embalsamado del sultán fue llevado a Constantinopla para ser enterrado junto a Roxelana en el mausoleo construido cerca de la Mezquita de Süleymaniye, mientras que su corazón, hígado y algunos otros órganos fueron enterrados en Turbék, a las afueras de Szigetvár, donde se erigió un cenotafio que se convirtió en lugar sagrado y de peregrinación. En una década se construyeron en las cercanías una mezquita y un hospicio sufí y se pusieron varias docenas de soldados a vigilar el lugar. Ningún historiador tiene constancia de la ceremonia fúnebre del gran sultán; debió de ser muy sencilla, como era habitual en el Islam.

## Áspecto físico y personalidad

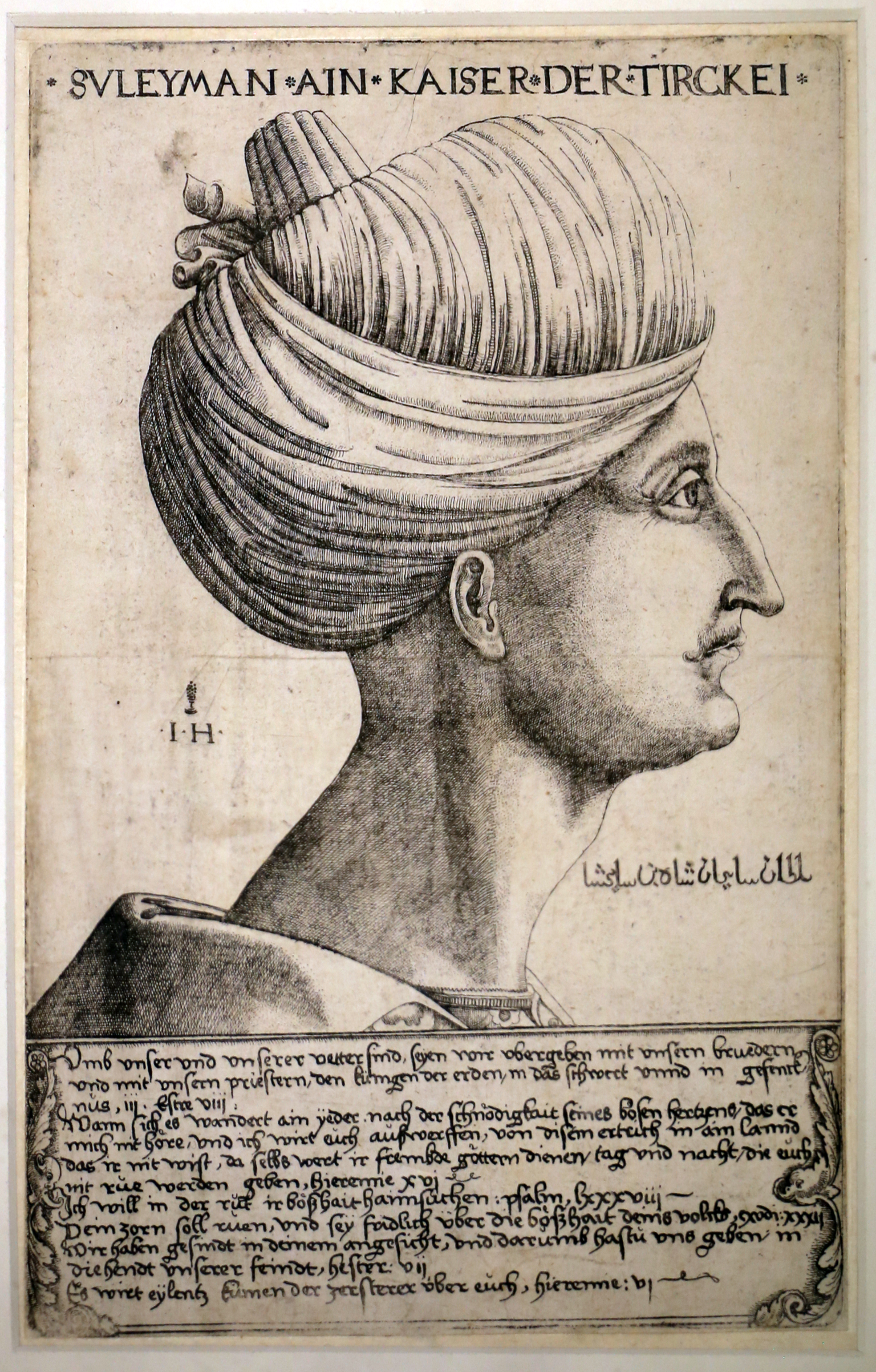
Retrato en grabado del joven Solimán, Hieronymus Hopfer (c. 1526).

El diplomático veneciano Bartolomeo Contarini dejó una de las primeras descripciones del aspecto de Solimán, en el momento en que se convirtió en sultán: «sólo tiene veinticinco [en realidad 26] años, es alto y delgado pero duro, con un rostro fino y huesudo. El vello facial es evidente, pero apenas. El sultán se muestra amable y de buen humor. Se dice que Solimán tiene un nombre apropiado, que le gusta leer, que está bien informado y que tiene sentido común». Una imagen dibujada anterior es la de Alberto Durero en 1526 que, sin embargo, nunca conoció al sultán otomano, sino que se basó en descripciones de comerciantes venecianos que habían estado en Constantinopla. Sin embargo, la exactitud de la representación de Durero queda confirmada por las similitudes con el dibujo realizado por Hieronymus Hopfer; en ambos casos, el gran sultán aparece con un cuello alargado, nariz arqueada y orejas pequeñas; rasgos somáticos que se asemejan en gran medida al aspecto de su bisabuelo Mehmed II, tal y como lo transmitió del famoso retrato de Gentile Bellini. Una descripción posterior, de sus años de madurez, lo describe como un «hombre juvenil, delgado y muy frágil, pero que cuenta con una mano muy fuerte y que puede disparar el arco mejor que nadie».

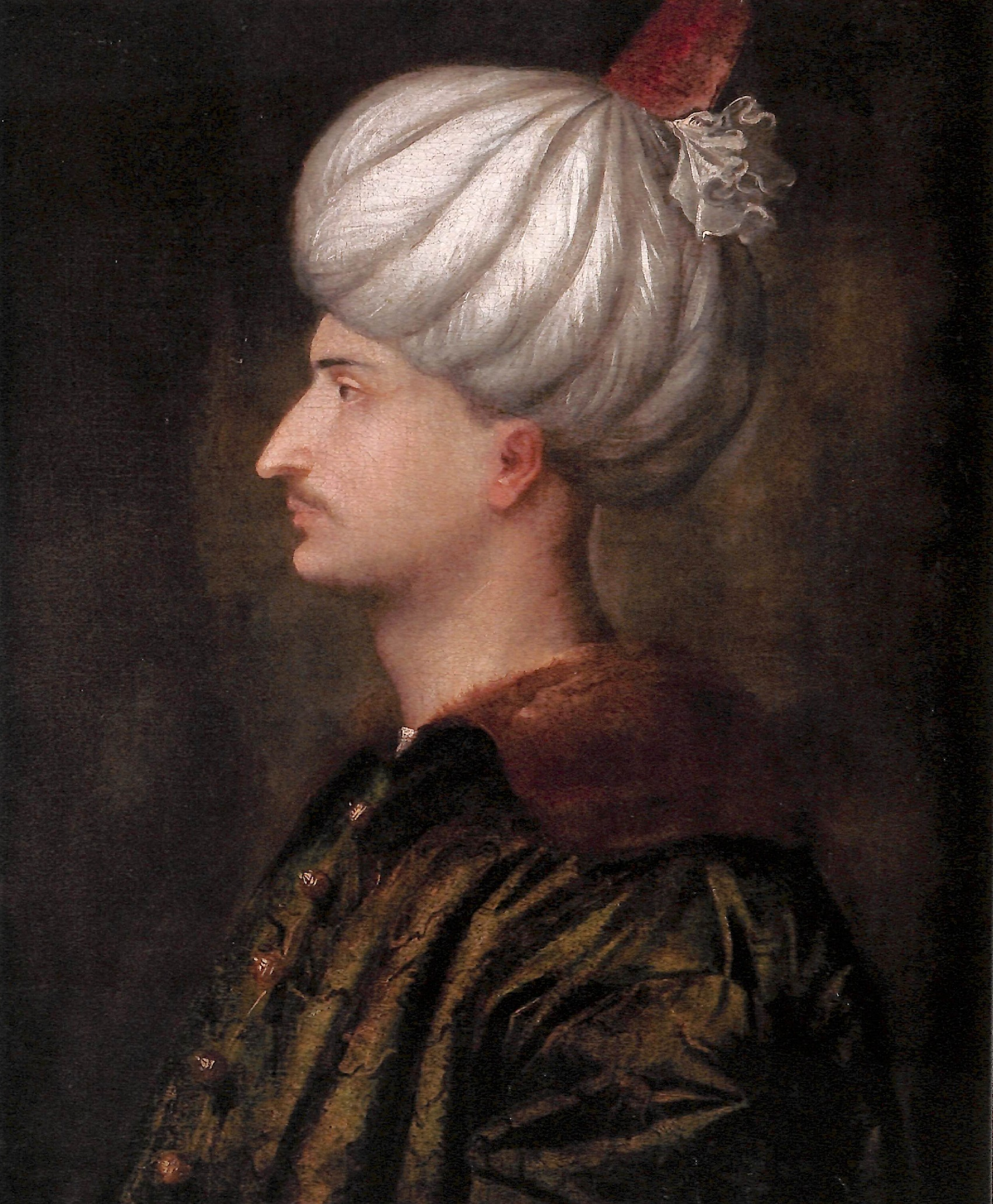
Solimán en un cuadro del taller de Tiziano Vecellio.

Por otro lado, Ogier Ghislain de Busbecq da una descripción de un viejo Solimán de los años de su entrada en Amasya (1555): «Aunque su rostro estaba triste, su expresión seguía inspirando una sensación de gran majestad. Su salud es buena si no fuera por su mala complexión, signo de alguna enfermedad secreta. Pero, al igual que las mujeres, puede soportar bien los estragos del tiempo. Se maquilla, sobre todo los días que despide a los embajadores».
El carácter del sultán es descrito por la mayoría como tranquilo y reflexivo, muy alejado del carácter irascible de su padre Selim I, mientras que un diplomático veneciano en la corte otomana hacia 1530 afirma que «su carácter es colérico y melancólico y que no es muy bueno en el trabajo porque ha abandonado el imperio al gran visir sin cuyo consejo ni él ni otros miembros de la corte toman decisiones, mientras que İbrahim actúa sin consultar nunca al Gran Señor ni a nadie más». De hecho, aunque sus contemporáneos europeos lo consideraron un gobernante de indudable grandeza, no dejaron de reconocer su, quizá excesiva, dependencia de su esposa Roxelana y de İbrahim Paşa, y de acusarlo de la muerte de sus propios hijos.
En cualquier caso, todos los comentaristas coinciden en describirlo como un «musulmán piadoso, inmune a todo fanatismo, tolerante con los cristianos» que garantizaba los derechos de los infieles (Dhimmi), pero también implacable contra lo que consideraba una herejía chiita. Firmemente convencido de que contaba con el favor de Dios, recitaba fervientes oraciones antes de cada batalla importante y, en cuanto conquistaba una ciudad, acudía a una mezquita para dar gracias por la victoria. Cuando no estaba ocupado administrando, participaba en discusiones teológicas con los eruditos de la corte, estudiaba filosofía y libros sagrados, hasta el punto de que se han conservado ocho ejemplares del Corán copiados personalmente por Solimán.

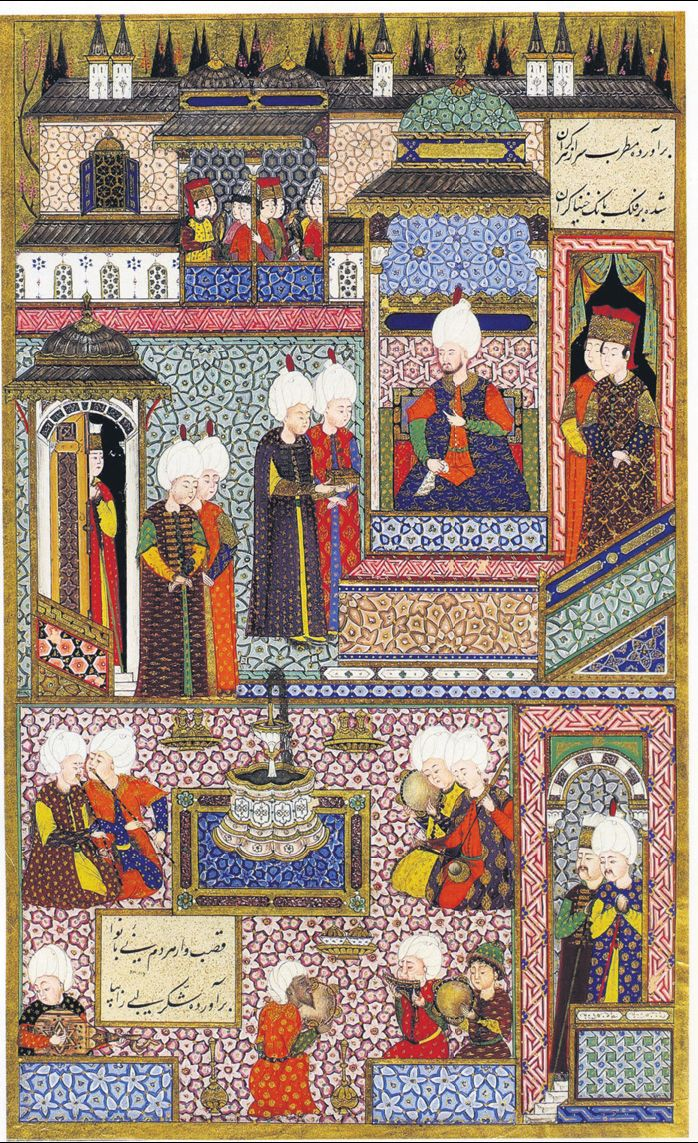
Solimán recibe al almirante de la flota Jeireddín Barbarroja.

Como buen musulmán, también demostró un estilo de vida sobrio, aunque no a la altura de los primeros sultanes. Los comentaristas informan con detalle de que su vajilla era estrictamente de porcelana, y sólo una vez utilizó recipientes preciosos, pero los juristas le reprendieron. En su vejez fue aún más cuidadoso, por lo que sólo utilizó loza. Incluso las bebidas alcohólicas, que había tolerado en su juventud, pasaron a estar prohibidas en su vida posterior. No obstante, su imagen pública siempre estuvo rodeada de un aura de opulencia. Su corte observaba un ceremonial fastuoso que él mismo había desarrollado, y los embajadores que recibía contaban su asombro ante tanta riqueza. Cada vez que Solimán abandonaba la capital al mando de su ejército para embarcarse en una de las muchas campañas que marcaron su vida, se celebraban fastuosas fiestas. En tales ocasiones, el sultán era aficionado a vestirse con telas preciosas y a llevar hermosas joyas.

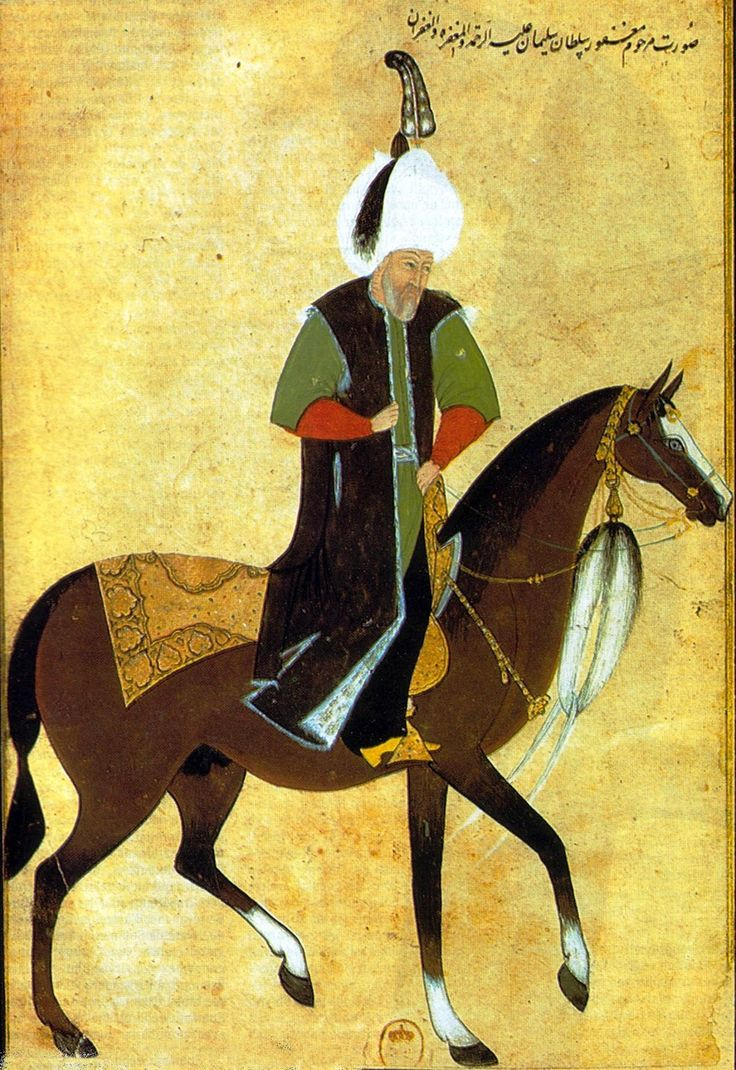
Solimán a caballo en su vejez.

En la vejez, Solimán, cansado por la enfermedad y las constantes campañas militares, perdió parte del carácter guerrero que le había distinguido en su juventud; el noble Antonio Barbarigo proporciona un fresco del sultán en 1558: «Este señor tiene 66 años y ha reinado felizmente durante 32; es de estatura media, más duro que de otra manera, pálido, tiene grandes ojos negros y una nariz aguileña; es un caballero justo, benigno y muy religioso en su derecho, aunque de joven era belicoso y amante de la guerra, es claro, sin embargo, que ahora que es viejo desea la paz con todo príncipe, y nunca hará la guerra a nadie a menos que sea forzado a ello por aquellos con quienes guerrea o por las falsas persuasiones de sus ministros... Sabe que es señor de muchos países y reinos, y desea disfrutar de los que tiene en paz. Es muy aficionado a la historia, y lee continuamente las historias de Alejandro Magno y las de los persas. Este señor está muy aquejado de gota y por esta razón, por consejo de sus médicos, va todos los años a invernar a Adrianópolis...».

## El Imperio otomano bajo Solimán

### Reformas jurídicas y políticas

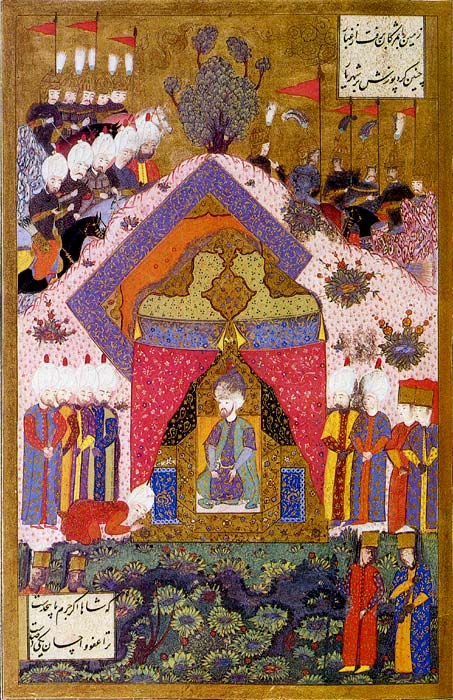
Solimán el Magnífico recibe a los embajadores (miniatura de Matrakçı Nasuh).

Aunque Solimán era conocido como «el Magnífico» en Occidente, para los otomanos era Kanuni Solimán o «el Legislador» (قانونی). En esa época, la sharía, o Ley Sagrada, era la principal ley del imperio y, al ser considerada divina por el islam, ni siquiera el sultán tenía poder para cambiarla. Sin embargo, un área distinta de la legislación, conocida como Kanun (قانون, derecho canónico), dependía únicamente de la voluntad de Solimán y abarcaba ámbitos básicos como el derecho penal, la tenencia de la tierra y la fiscalidad. Hizo recopilar todas las diversas sentencias emitidas por los nueve sultanes otomanos que le habían precedido y, tras eliminar las duplicidades y resolver las declaraciones contradictorias, cuidando de no violar las leyes fundamentales del Islam, publicó un único código legal. En este contexto, el sultán, apoyado por su gran muftí Ebussuud Efendi, intentó reformar la legislación para adaptarla a un imperio en rápida evolución. Cuando las leyes del Kanun alcanzaron su forma definitiva, el código de leyes pasó a llamarse kanun-i Osmani (قانون عثمانی), o «leyes otomanas». El código legal de Solimán duró más de trescientos años.
Prestó especial atención a la situación de los rayah, súbditos cristianos que trabajaban la tierra de los spahi. Su Kanune Raya, o Código de los rayas, reformó la ley que regulaba los gravámenes e impuestos a los que estaban obligados los rayas, lo que elevó su estatus por encima del de siervos, hasta el punto de que muchos siervos cristianos emigraron a territorios turcos para beneficiarse de esta reforma. El sultán también se preocupó de proporcionar protección a los judíos que residían en su imperio durante los siglos venideros: a finales de 1553 o 1554, a sugerencia de su médico y dentista favorito, el judío español Moses Hamon, el sultán emitió un firmán (فرمان) en el que denunciaba formalmente las difamaciones contra ellos. También promulgó nuevas leyes penales y policiales, en las que prescribía una serie de multas para delitos específicos, así como reducía los casos de ejecución o mutilación. En el ámbito de la fiscalidad, se cobraban impuestos, aunque juzgados como leves, sobre diversos bienes y productos, como los animales, la minería, los beneficios comerciales y los derechos de importación y exportación.

### Gobierno y administración militar

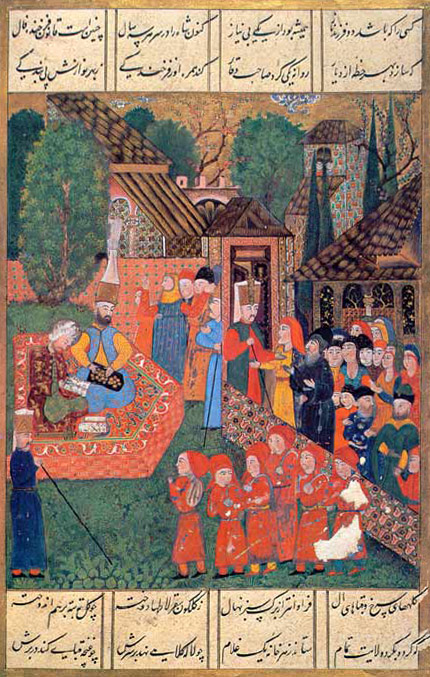
Miniatura de la época de Solimán que muestra el devşirme, un reclutamiento forzoso de jóvenes cristianos que luego serían empleados para funciones del imperio. Algunos de los más altos dignatarios y algún gran visir, como Sokollu Mehmet Bajá, fueron reclutados de esta manera.

Durante su reinado, Solimán siempre se preocupó de trazar personalmente una estrategia general a seguir por el imperio, pero para la ejecución de estas directrices y la atención a los detalles se valió del visir (literalmente «el que decide»), o de altos dignatarios que actuaban como consejeros y ministros. Estos componían el diwan (o dīvān), el órgano administrativo supremo del imperio con poderes prácticamente ilimitados. Normalmente había tres visires que administraban conjuntamente la política interior y exterior, así como el orden público, mientras que dos defterdar supervisaban una compleja organización de oficinas a las que se confiaba la gestión de las finanzas. Otro cargo importante era el nişancı, el calígrafo de la corte, quien se encargaba de autentificar los documentos poniendo la tughra del sultán y de comprobar las leyes que se promulgaban; dos kazasker administraban todo el sistema judicial. Si las circunstancias lo requerían, también podrían participar otros dignatarios. El diwan estaba presidido por el gran visir, hombre de confianza del sultán. Durante su largo reinado, hasta diez personas se turnaron en este cargo, por orden: Pîrî Mehmed Paşa (1518 - 1523), Pargalı İbrahim Paşa (1523 - 1536), Ayas Mehmed Bajá (1536 - 1539), Çelebi Lütfi Paşa (1539 - 1541), Hadım Suleiman Paşa (1541 - 1544), Rüstem Bajá (1544 - 1553) Kara Ahmed Bajá (1553 - 1555), Rüstem Bajá (1555 - 1561), Semiz Ali Paşa (1561 - 1565) y Sokollu Mehmet Bajá (1565 - 1579). Solimán, como todos los sultanes desde Mehmed II, no estaba directamente presente en la sala donde se celebraban las reuniones, pero aun así existía la posibilidad de que asistiera en secreto. En el diwan el Magnífico también solía recibir a los embajadores en ceremonias de gran pompa y circunstancia.

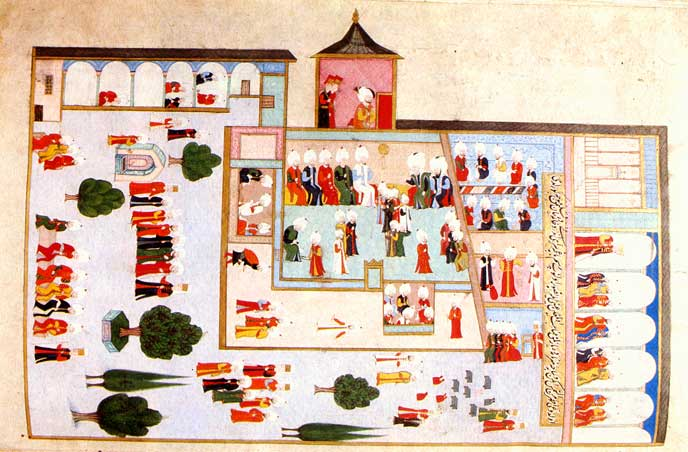
El sultán asiste a una reunión del diwan sin ser visto

Para hacer valer sus derechos, tuvo que luchar contra un sinfín de adversarios. La fuerza de su sultanato se basaba en la función crucial del cuerpo de infantería de jenízaros (del turco yeni çeri, «nueva tropa»). Estos fueron reclutados a la fuerza entre los jóvenes cristianos, obligados en los primeros siglos del sultanato a ser célibes, y vinculados por la tradicional adhesión a la misma hermandad religiosa, la Bektashiyya. Los jenízaros, considerados la élite del ejército otomano (en la primera mitad del siglo XVI contaban con unos doce mil), no podían tener otra ocupación o fuente de ingresos que los derivados de la profesión de las armas, y su inactividad en tiempos de paz aumentaba el riesgo de disturbios. La necesidad de mantenerlos ocupados puede ayudar a entender por qué las campañas militares otomanas fueron tan frecuentes y por qué la primera década de su reinado fue, en consecuencia, un período de intensa actividad bélica.
Solimán también dio un fuerte impulso al fortalecimiento de la flota militar otomana, que hasta entonces no estaba especialmente desarrollada. La disponibilidad de recursos prácticamente ilimitados, de puertos seguros en posiciones estratégicas y de arsenales eficientes permitió alcanzar resultados impensables con gran rapidez, hasta el punto de que los otomanos pronto llegaron a controlar el Mediterráneo. En Gálata, en el Cuerno de Oro, estaba el mayor centro de producción de la flota con sus más de cientoveinte refugios cubiertos con capacidad para albergar cada uno dos galeras disponibles en 1550, mientras que diez años después había quince mil trabajadores en el puerto. El desarrollo de la flota fue tan rápido que para el asedio de Rodas los otomanos pudieron contar con cien buques, mientras que para el Gran Sitio de Malta en 1566 se dispuso del doble.

### Economía

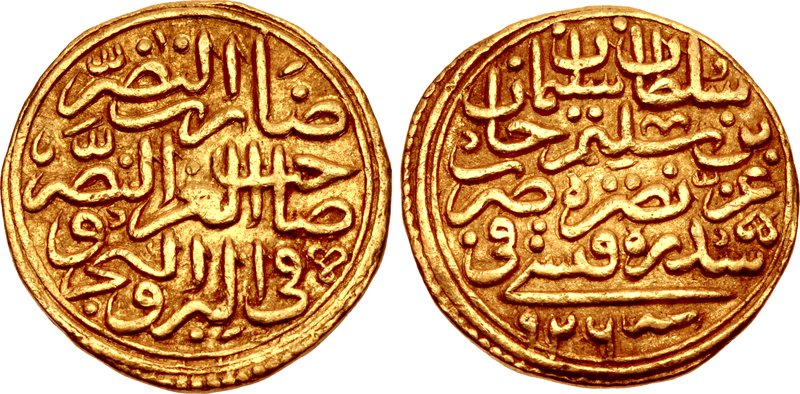
Monedas acuñadas durante el reinado de Solimán el Magnífico.

Las primeras décadas de su sultanato coincidieron con un periodo muy favorable para la economía de sus súbditos. El modelo económico adoptado entre los otomanos en aquella época era muy diferente al occidental, acercándose este al capitalismo. En el Imperio otomano existía una gestión mucho más estricta de la economía, que se mantuvo hasta finales del siglo XIX, centrada en la satisfacción de las necesidades del Estado y de la población más que en la búsqueda del enriquecimiento personal. Para ello, el gobierno central controlaba las actividades de producción y distribución con una autoridad inflexible, a través de una serie de funcionarios, y fijaba los precios para proteger al consumidor.
Cualquier trabajador del imperio se clasificaba en esnaf (similar a las corporaciones occidentales) de modo que en el siglo XVI había hasta un millar sólo en Constantinopla. Estos, agrupados por turnos, estaban dirigidos por un jefe y un comité, todos ellos elegidos por los afiliados, y supervisaban el control de los precios, regulaban el acceso a la profesión y controlaban la distribución de las materias primas. Estas instituciones se inspiraron en las costumbres de los futuwwa (hermandad religiosa) que se remonta a la época de los abasíes y se desarrolló bajo el sultanato de Rum y entre los principados de Anatolia.
El comercio estaba muy desarrollado y las rutas de suministro se extendían por todo el imperio y más allá. La carne, los cereales, la madera, la miel y los metales de Bulgaria y Rumanía llegaban a la capital; Anatolia suministraba cereales, fruta y caballos, mientras que el arroz, el azúcar, el algodón y grandes suministros de trigo procedían de Egipto. El café, las especias y los caballos se importaban de otros países árabes orientales, las sedas y las alfombras persas se importaban de Persia, y las piedras preciosas del Lejano Oriente. Europa, y en particular la República de Venecia, exportaba al Imperio otomano productos manufactureros, tecnológicos y de lujo. El imperio, por su parte, exportaba materias primas y especias principalmente a Europa.
Para facilitar el comercio, Solimán construyó carreteras y puentes, algunos de los cuales seguían en uso a finales del siglo XX, y fomentó la renovación y ampliación de los caravasares ya construidos por los selyúcidas. Las campañas militares emprendidas también tenían una finalidad comercial; en particular, las expediciones a Persia que permitieron abrir nuevas rutas comerciales hacia Asia y reforzar el comercio con los aliados uzbekos.

### Ciencia y educación

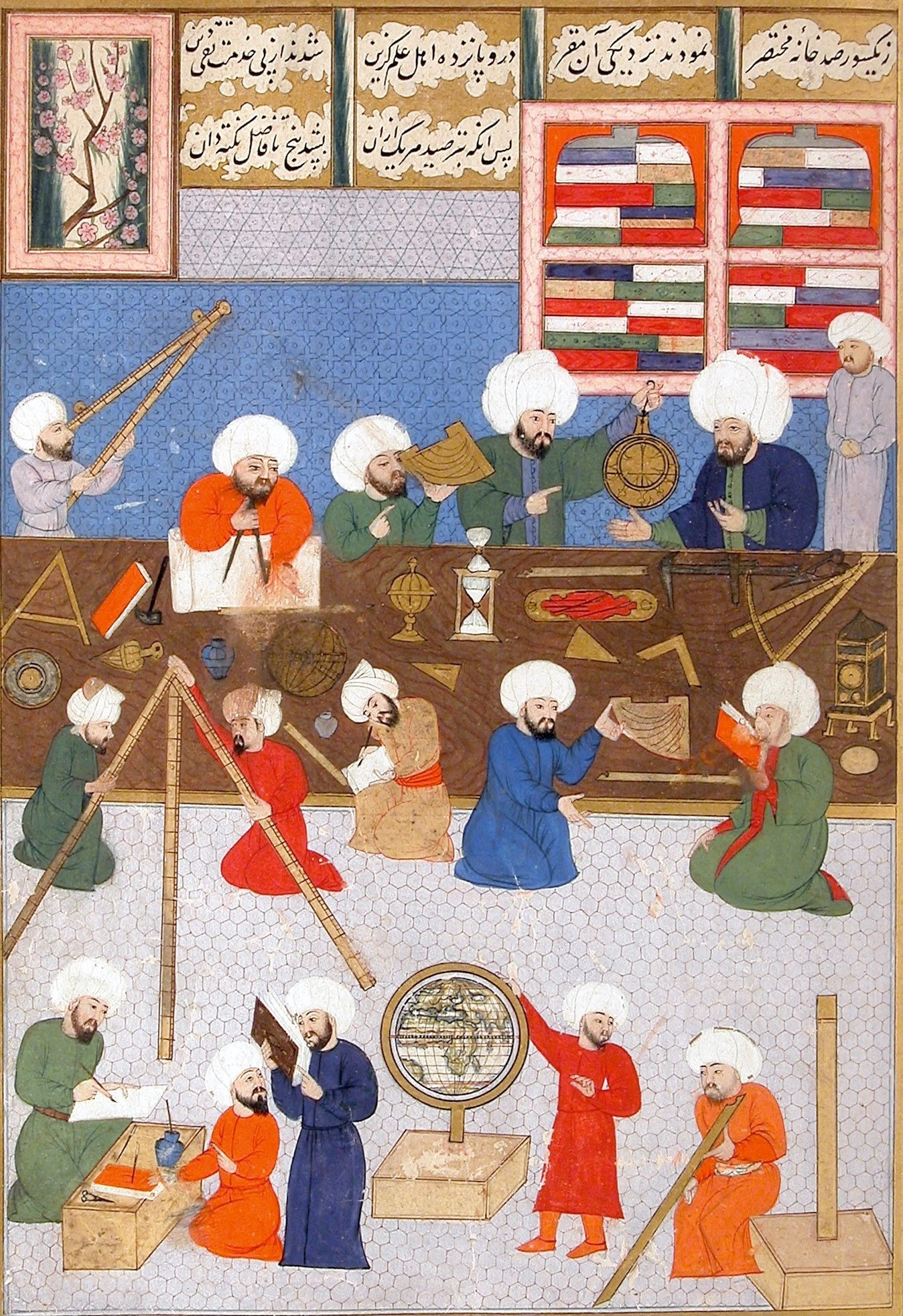
El Observatorio de Constantinopla de Taqi al-Din, construido en 1577; fue un resultado tangible de la política de Solimán a favor de la ciencia y la educación.

La educación era otro ámbito considerado muy importante por el sultán. Las escuelas anexas a las mezquitas y financiadas por fundaciones religiosas ofrecían en gran medida enseñanza gratuita a los niños musulmanes antes de que se hiciera en los países cristianos de la época. En la capital del imperio, Solimán aumentó a catorce el número de mektebs (مكتب, escuelas elementales), en las que se enseñaba a los niños a leer y escribir, así como los principios del Islam. Los jóvenes que deseaban una educación superior podían entonces ingresar en una de las ocho madrasas (مدرسه) cuyo plan de estudios incluía gramática, metafísica, filosofía, astronomía y astrología. Los cursos avanzados permitían una formación de nivel universitario, cuyos graduados se convertían en imanes (امام) o profesores. Los centros educativos solían ser uno de los muchos edificios que rodeaban los patios de las mezquitas; los demás eran bibliotecas, baños, cocinas, viviendas y hospitales en beneficio del pueblo. Asistir a un curso de estudios era un requisito esencial para aspirar a cualquier puesto de prestigio en el imperio. De estas instituciones culturales surgieron hombres de ciencia de gran valor que marcaron la vida científica del imperio a lo largo del siglo, como el matemático y astrónomo Taqi ad-Din Muhammad ibn Ma'ruf, quien en 1577 construyó el Observatorio de Constantinopla, que le permitió actualizar las tablas de Ulugh Beg del siglo anterior, y el geómetra Ali Ib Veli, quien se anticipó a los europeos en el estudio de los logaritmos.
Si a finales del siglo XVI el ambiente cultural otomano parecía variado y estimulante, y sólo en la capital había más de cien madrasas, esta situación favorable se desvaneció en los años siguientes, cuando los ulema comenzaron a interferir, y en consecuencia, prohibieron el estudio de las ciencias en favor de la enseñanza de una rígida visión religiosa que rayaba en el fanatismo.

### Arte y arquitectura

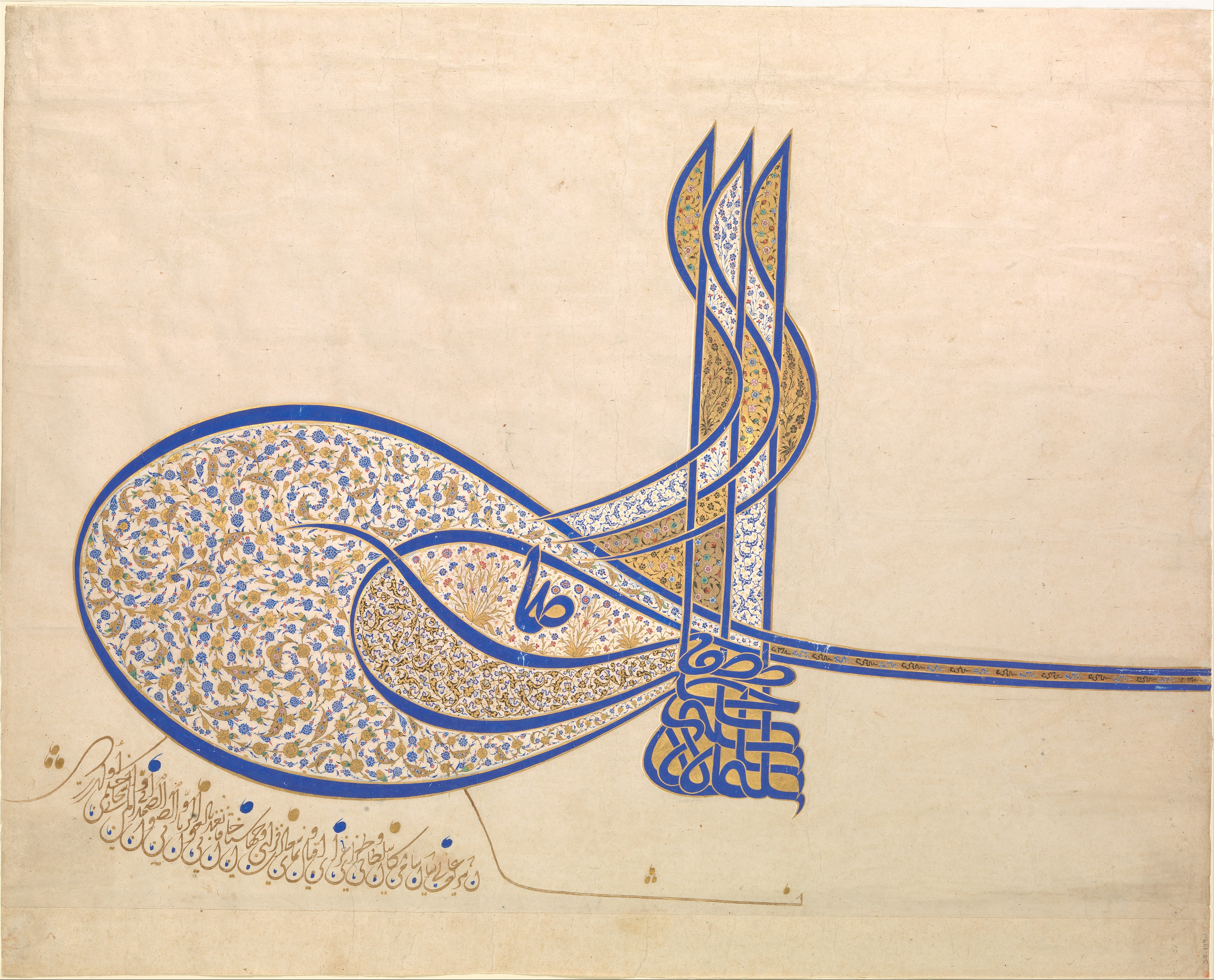
Tughra de Solimán el Magnífico.

Bajo el patrocinio de Solimán, el Imperio otomano entró en la cima de su desarrollo cultural. La sede imperial supervisaba cientos de sociedades artísticas (llamadas اهل حرف Ehl-i Hiref, «Comunidad de Artesanos») que tenían su sede en el Palacio Topkapı. Tras un periodo de aprendizaje, los artistas y artesanos podían ascender de categoría en su campo y recibían un salario acorde en cuotas anuales o trimestrales. Los registros de nóminas, que han sobrevivido hasta la actualidad, dan testimonio del alcance del mecenazgo artístico de Solimán; por ejemplo, el más antiguo de los registros, que data de 1526, enumera cuarenta sociedades con más de seiscientos miembros. El Ehl-i Hiref trajo a la corte del sultán a los artesanos más talentosos del imperio, tanto a los procedentes del mundo islámico como a los originarios de los territorios recientemente conquistados en Europa, lo que formó una mezcla de culturas árabes, turcas y europeas. Entre los artesanos que servían a la corte se encontraban pintores, encuadernadores, peleteros, joyeros y orfebres. Mientras que los gobernantes anteriores habían estado influenciados por la cultura persa (Selim I, por ejemplo, escribía poesía en persa), durante el periodo de Solimán se afirmó la identidad artística del imperio otomano.
Su reinado se considera una edad de oro para la literatura turca; él mismo fue un poeta que escribió en persa y turco bajo el takhallus (seudónimo o nombre de pluma) Habibi (محبی, «el amante» o «el enamorado»). Algunos de los versos de Solimán se convirtieron en proverbios turcos, como el famoso «Todos apuntan al mismo significado, pero muchas son las versiones de la historia». Un embajador veneciano comentó que el sultán: «se deleita en componer en alabanza a Dios, haciéndose humilde y diciendo siempre que no es nada; pero para dejar constancia de su grandeza, hace una crónica de todo lo que ha hecho». Cuando su joven hijo Mehmed murió en 1543, compuso un emotivo cronograma para conmemorar el año: «incomparable entre los príncipes, mi sultán Mehmed». Además de la obra del sultán, muchos grandes talentos animaron el mundo literario durante su reinado, como Fuzûlî y Bâkî. El historiador literario Elias John Wilkinson Gibb observó que «en ninguna época, incluso en Turquía, se dio mayor fomento a la poesía que durante el reinado de este sultán».

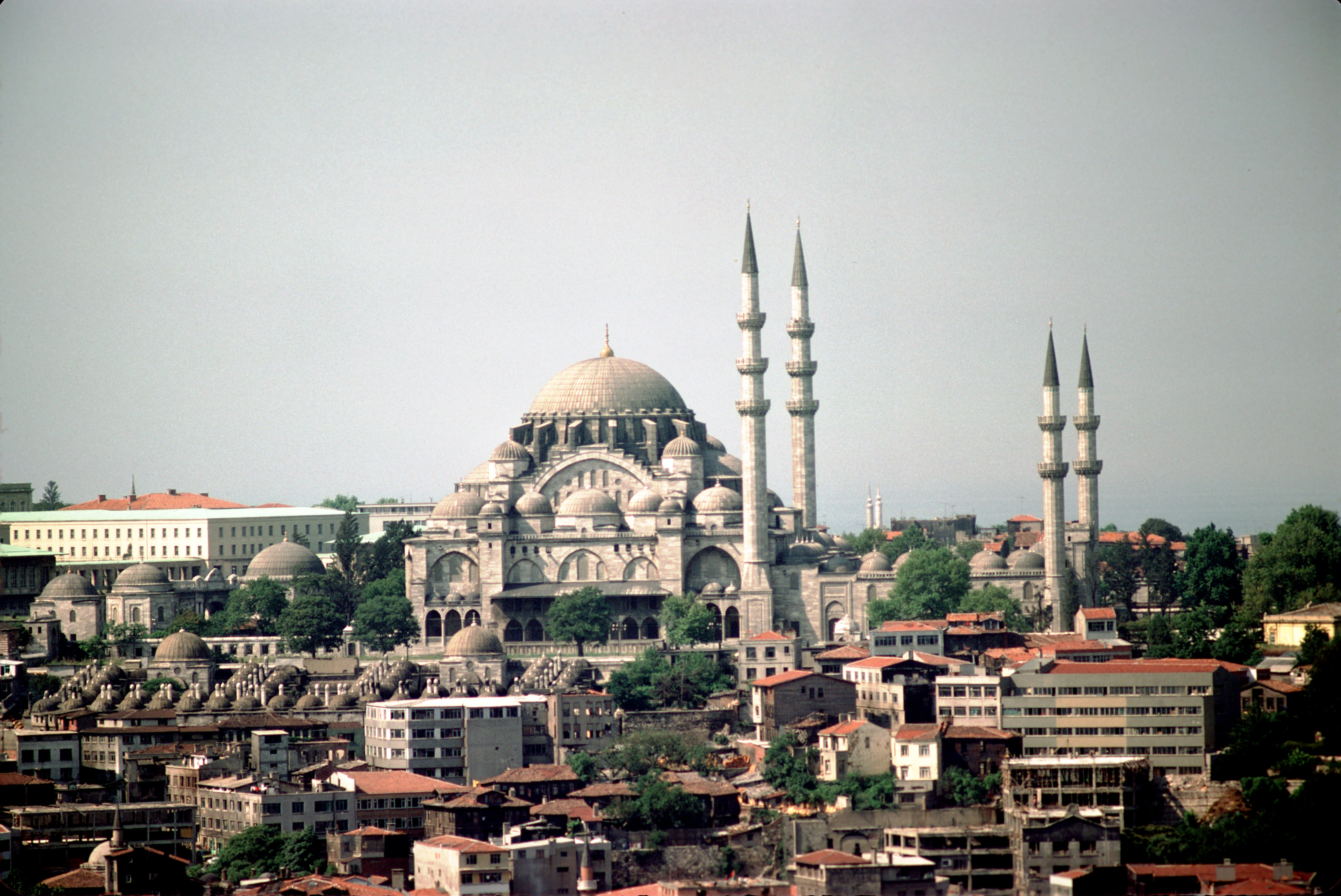
Mezquita de Solimán en Estambul.

Solimán también es famoso por financiar la construcción de numerosos monumentos y fomentar el desarrollo arquitectónico dentro de su imperio. A través de una serie de proyectos, el sultán trató de transformar Constantinopla en el centro de la civilización islámica haciendo construir puentes, mezquitas, palacios y diversas instituciones benéficas y sociales. El mayor de estos fue construido por Mimar Sinan, arquitecto principal del sultán, gracias al cual la arquitectura otomana alcanzó su cenit. Sinan llegó a ser responsable de la construcción de más de trescientos monumentos en todo el imperio, que incluían sus dos obras maestras, la mezquita de Suleymaniye y la mezquita de Selimiye, esta última construida en Adrianópolis (actual Edirne) durante el reinado de su hijo Selim II. Solimán también restauró la Cúpula de la Roca en Jerusalén y las murallas (las actuales de la ciudad vieja de Jerusalén), renovó la Kaaba en La Meca y construyó un complejo en Damasco.

## Legado

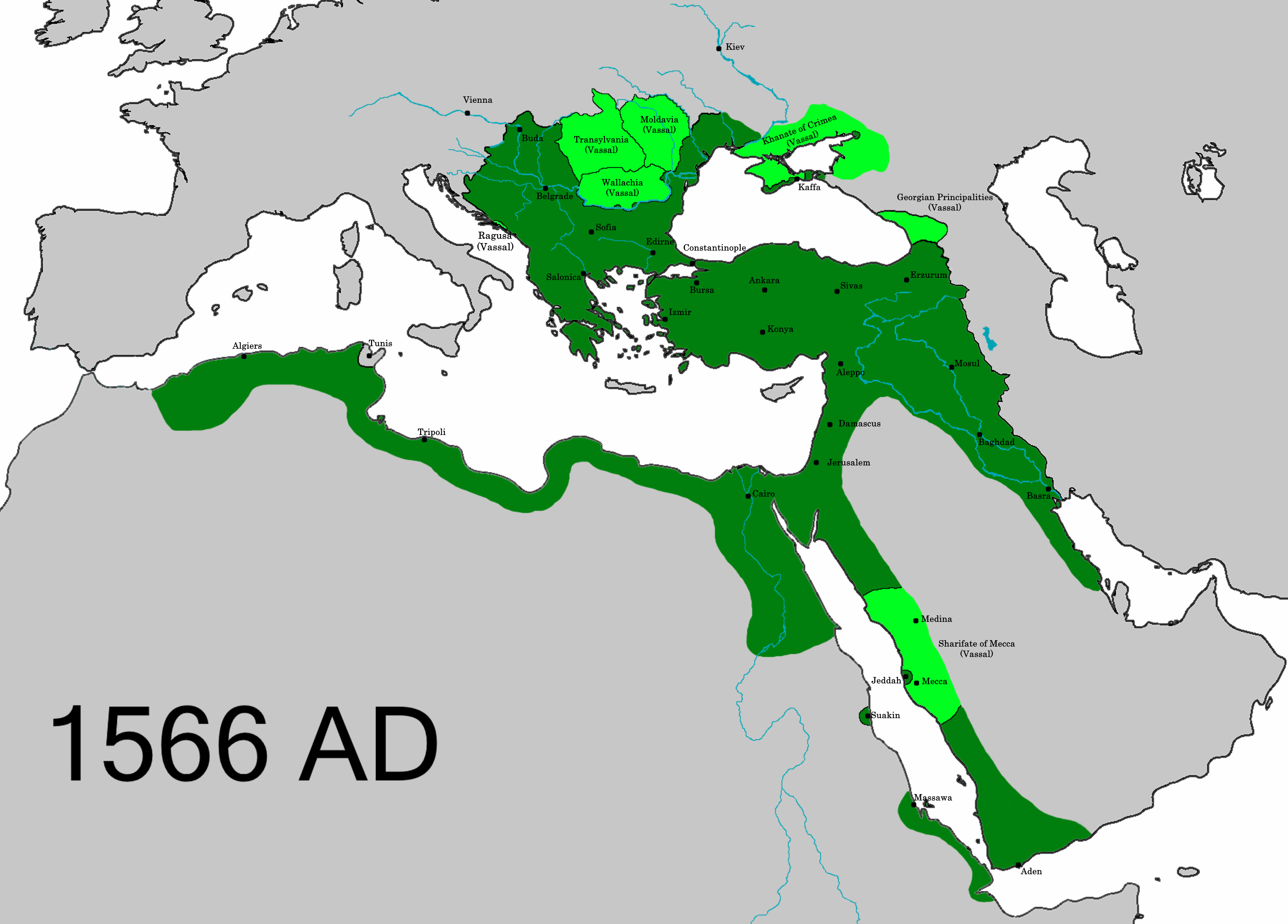
Extensión del Imperio otomano a la muerte de Solimán

A la muerte de Solimán, el Imperio otomano era una de las principales potencias del mundo. Las conquistas del Magnífico habían ampliado sus fronteras hasta incluir Bagdad, muchos territorios balcánicos, que incluían las actuales Croacia y Hungría, y la mayor parte del norte de África. La expansión del imperio en Europa había dado a los otomanos la posibilidad de influir directamente en el equilibrio de poder en el Occidente cristiano, hasta el punto de que el embajador austriaco Ogier Ghislain de Busbecq advirtió de la inminente conquista de Europa: «Por parte [de los turcos] están los recursos de un poderoso imperio, la fuerza ininterrumpida, el hábito de la victoria, la resistencia al trabajo, la unidad, la disciplina, la frugalidad y la vigilancia ... ¿Podemos dudar de cuál será el resultado? ... Cuando los turcos se asienten con Persia, se lanzarán a nuestras gargantas respaldados por el poderío de todo Oriente; no me atrevo a decir lo poco preparados que estamos».

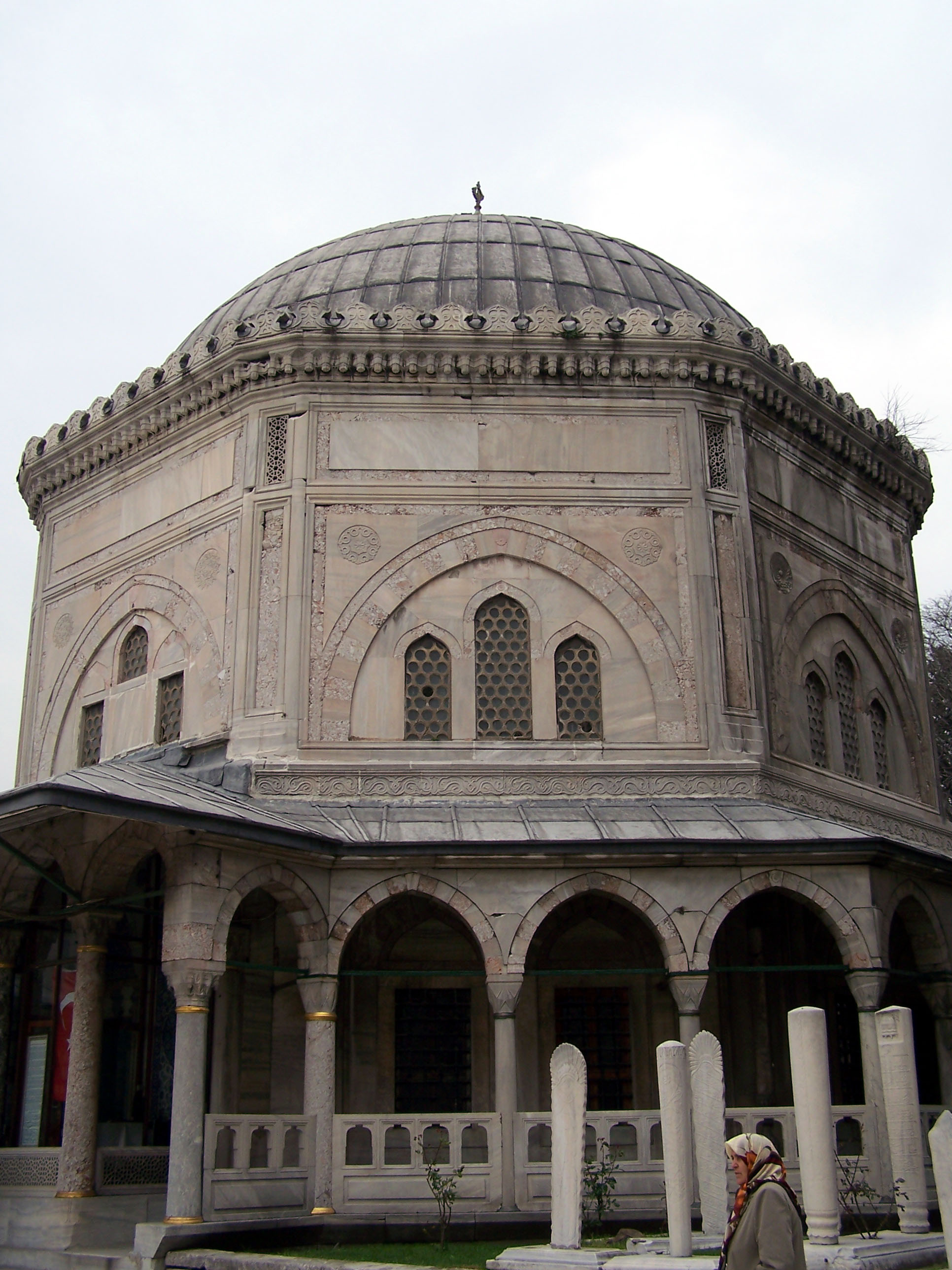
Mausoleo de Solimán en Estambul.

Su legado, sin embargo, no fue sólo de carácter militar; un siglo después, el viajero francés Jean de Thévenot hablaba de la «fuerte base agrícola del país, el bienestar de los campesinos, la abundancia de alimentos básicos y la preeminencia de la organización en el gobierno de Solimán». Treinta años después de su muerte, el famoso dramaturgo inglés William Shakespeare lo menciona como un prodigio militar en El Mercader de Venecia, donde el Príncipe de Marruecos se jacta de su destreza diciendo que derrotó a Solimán en tres batallas.
Sin embargo, la valoración de la obra del «magnífico» sultán, de sus logros en el ámbito administrativo, cultural y militar, debe tener en cuenta también la contribución fundamental de las numerosas figuras de talento que le sirvieron, como los grandes visires İbrahim Paşa y Rüstem Bajá, el gran muftí Ebussuud Efendi, quien desempeñó un importante papel en la reforma legal, y el canciller y cronista Celalzade Mustafa, quien fue decisivo en el desarrollo de la burocracia y en el establecimiento del mito del Magnífico.

## Ascendencia
|  |                      |  |  |  |  |  |  |  |  |  |  |  |  |  |  |  |
|  | Murad II             |  |  |  |  |  |  |  |  |  |  |  |  |  |  |  |
|  |                      |  |  |  |  |  |  |  |  |  |  |  |  |  |  |  |
|  |                      |  |  |  |  |  |  |  |  |  |  |  |  |  |  |  |
|  | Mehmed II            |  |  |  |  |  |  |  |  |  |  |  |  |  |  |  |
|  |                      |  |  |  |  |  |  |  |  |  |  |  |  |  |  |  |
|  |                      |  |  |  |  |  |  |  |  |  |  |  |  |  |  |  |
|  | Hüma Hatun           |  |  |  |  |  |  |  |  |  |  |  |  |  |  |  |
|  |                      |  |  |  |  |  |  |  |  |  |  |  |  |  |  |  |
|  |                      |  |  |  |  |  |  |  |  |  |  |  |  |  |  |  |
|  | Bayezid II           |  |  |  |  |  |  |  |  |  |  |  |  |  |  |  |
|  |                      |  |  |  |  |  |  |  |  |  |  |  |  |  |  |  |
|  |                      |  |  |  |  |  |  |  |  |  |  |  |  |  |  |  |
|  | Sittişah Hatun       |  |  |  |  |  |  |  |  |  |  |  |  |  |  |  |
|  |                      |  |  |  |  |  |  |  |  |  |  |  |  |  |  |  |
|  |                      |  |  |  |  |  |  |  |  |  |  |  |  |  |  |  |
|  | Selim I              |  |  |  |  |  |  |  |  |  |  |  |  |  |  |  |
|  |                      |  |  |  |  |  |  |  |  |  |  |  |  |  |  |  |
|  |                      |  |  |  |  |  |  |  |  |  |  |  |  |  |  |  |
|  | Ala al-Dawla Bozkurt |  |  |  |  |  |  |  |  |  |  |  |  |  |  |  |
|  |                      |  |  |  |  |  |  |  |  |  |  |  |  |  |  |  |
|  |                      |  |  |  |  |  |  |  |  |  |  |  |  |  |  |  |
|  | Gülbahar Hatun       |  |  |  |  |  |  |  |  |  |  |  |  |  |  |  |
|  |                      |  |  |  |  |  |  |  |  |  |  |  |  |  |  |  |
|  |                      |  |  |  |  |  |  |  |  |  |  |  |  |  |  |  |
|  | Solimán I            |  |  |  |  |  |  |  |  |  |  |  |  |  |  |  |
|  |                      |  |  |  |  |  |  |  |  |  |  |  |  |  |  |  |
|  |                      |  |  |  |  |  |  |  |  |  |  |  |  |  |  |  |
|  | Hyias-ed-Din         |  |  |  |  |  |  |  |  |  |  |  |  |  |  |  |
|  |                      |  |  |  |  |  |  |  |  |  |  |  |  |  |  |  |
|  |                      |  |  |  |  |  |  |  |  |  |  |  |  |  |  |  |
|  | Hacı I Giray         |  |  |  |  |  |  |  |  |  |  |  |  |  |  |  |
|  |                      |  |  |  |  |  |  |  |  |  |  |  |  |  |  |  |
|  |                      |  |  |  |  |  |  |  |  |  |  |  |  |  |  |  |
|  | Meñli I Giray        |  |  |  |  |  |  |  |  |  |  |  |  |  |  |  |
|  |                      |  |  |  |  |  |  |  |  |  |  |  |  |  |  |  |
|  |                      |  |  |  |  |  |  |  |  |  |  |  |  |  |  |  |
|  | Ayşe Hafsa Sultan    |  |  |  |  |  |  |  |  |  |  |  |  |  |  |  |
|  |                      |  |  |  |  |  |  |  |  |  |  |  |  |  |  |  |
|  |                      |  |  |  |  |  |  |  |  |  |  |  |  |  |  |  |
|  | Zayan Sultan         |  |  |  |  |  |  |  |  |  |  |  |  |  |  |  |
|  |                      |  |  |  |  |  |  |  |  |  |  |  |  |  |  |  |
|  |                      |  |  |  |  |  |  |  |  |  |  |  |  |  |  |  |